# CDS – Partido Popular
O CDS – Partido Popular (CDS–PP) é um partido político português conservador inspirado pela democracia cristã, aberto também a liberais. Fundado em 19 de Julho de 1974, com o nome Partido do Centro Democrático Social (CDS), por Diogo Freitas do Amaral, Adelino Amaro da Costa, Basílio Horta, Victor Sá Machado, Valentim Xavier Pintado, João Morais Leitão e João Porto. Mais tarde, mudaria o nome apenas para Partido Popular (mantendo a sigla CDS–PP), e depois para a denominação utilizada presentemente.
O CDS integrou diversos governos, sempre em coligação: quando dirigido por Diogo Freitas do Amaral coligou-se com o PS de Mário Soares (II); com o PSD, de Francisco Sá Carneiro, e o PPM, de Gonçalo Ribeiro Telles, constituindo a Aliança Democrática (VI e VII); sob a liderança de Paulo Portas, novamente com o PSD, após as eleições legislativas de 2002 (XV, com José Durão Barroso, e XVI com Pedro Santana Lopes) e, mais recentemente, com o PSD de Pedro Passos Coelho, na sequência das eleições legislativas de 2011 e 2015 (XIX e XX governos, respetivamente). Encontra-se atualmente no XXIV Governo, em coligação com o PSD, após a Aliança Democrática 2024 ter vencido as Eleições Legislativas Portuguesas de 2024. 
O partido é membro da União Internacional Democrata e do Partido Popular Europeu. O CDS–PP tem algumas organizações autónomas que perfilham os seus ideais políticos. Entre elas, a Juventude Popular e a Federação dos Trabalhadores Democratas-Cristãos (FTDC).
Nas eleições legislativas de 2005 foram eleitos pelas suas listas 12 deputados. O resultado foi considerado fraco pelo líder do partido, Paulo Portas, que apresentou a sua demissão nesse dia mas que viria depois a ser de novo o presidente. Nas eleições legislativas de 2009, foram eleitos pelas suas listas 21 deputados. Este resultado foi considerado uma grande vitória pelo CDS–PP, que se tornou assim na terceira força política na Assembleia da República (AR). Com as eleições legislativas de 2011, o CDS-PP conseguiu reforçar a sua força parlamentar, passando de 21 para 24 deputados, resultado de aumento percentual dos votos de 10,4% para 11,7%. Nas eleições de 2015 o CDS-PP concorreu coligado com o PSD (coligação Portugal à Frente), tendo elegido 18 deputados. Nas eleições legislativas de 2019, o CDS-PP perdeu 13 deputados, sendo reduzido a 5 deputados e atingindo 4,25% dos votos. Nas eleições legislativas de 2022, o CDS-PP não elegeu qualquer deputado à Assembleia da República, obtendo apenas 1,61% dos votos, no que foi o pior resultado eleitoral da sua história, e perdendo assim a representação parlamentar que tinha desde 1975. Recuperou a representação parlamentar, elegendo em 2024 dois deputados, ao concorrer coligado, na Aliança Democrática, com o Partido Social Democrata e o Partido Popular Monárquico.

## Base de apoio

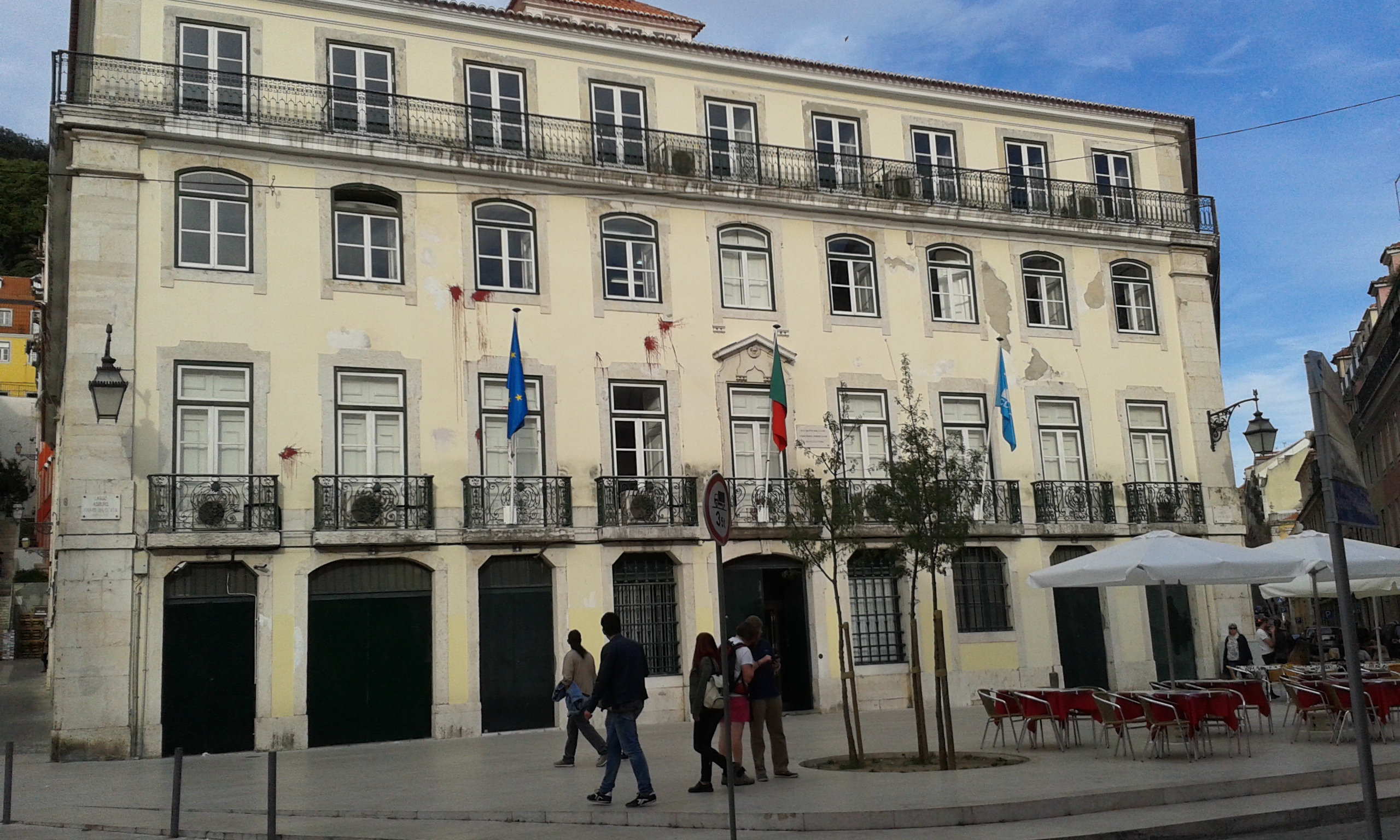
Largo Adelino Amaro da Costa, sede do partido.

O eleitorado do CDS-PP é tendencialmente urbano, parte da classe média, composto por profissionais liberais, católicos praticantes, famílias numerosas e pequenos empresários. 
O eleitorado do partido agrega um maior apoio local no norte do país (em especial em distritos como Aveiro, Viseu e Viana do Castelo). Nas primeiras eleições legislativas em democracia, em 1976, o CDS obteve cerca de 16% dos votos, tendo registado resultados francamente melhores no norte do país, e conseguido chegar a primeira força política no distrito da Guarda (com 32% dos votos). Por outro lado,  a sua expressão eleitoral é tradicionalmente mais reduzida a sul do Tejo, em particular no Alentejo.
Ao longo do tempo, o  CDS sofreu muitas vezes da transferência de voto para o PSD (o chamado "voto útil"). Este fenómeno foi observável em 1987, com as eleições legislativas e europeias realizadas simultaneamente, tendo o CDS–PP registado um resultado inferior a 5% nas legislativas, e de aproximadamente 15% nas eleições europeias.
O partido, autonomamente, tem uma reduzida expressão autárquica (seis câmaras municipais), no entanto participa em coligação (usualmente com o Partido Social Democrata) na governação de dezassete autarquias. Neste momento, o partido faz também parte dos governos regionais dos Açores e da Madeira, em coligação com o PSD.
A sua base de apoio integra sobretudo cidadãos da direita conservadora, tendencialmente ligados à Igreja Católica, embora não se trate de um partido confessional.

## História

### A fundação
Entre os seus principais fundadores estão Diogo Freitas do Amaral, Victor Sá Machado e Adelino Amaro da Costa. Freitas do Amaral, então conselheiro de Estado do presidente Spínola, terá sido abordado pelo seu colega Almeida Bruno, mandatário de Spínola na missão de convencer Freitas do Amaral a criar um partido que representasse os portugueses "ideologicamente mais ao centro ou à direita", criação tendo o apoio e proteção do próprio Movimento das Forças Armadas. Mais tarde, Freitas do Amaral consideraria que cometeu um erro crasso ao não ter fundado o partido logo após o 25 de Abril.
O Partido do Centro Democrático Social (CDS) foi fundado em 19 de julho de 1974, fruto de uma iniciativa dos mais prudentes antigos membros do Estado Novo, de direita, que preferiram "jogar pelo seguro usando uma identidade centrista". Estes membros eram elementos jurídicos e tecnocráticos da ditadura derrubada pela Revolução de 25 de Abril de 1974, ditadura com qual estavam menos comprometidos. O partido assumiu-se "contra o Marxismo, moderado e aberto às correntes de catolicismo social e conservadorismo liberal". Apesar de estar à direita do PPD/PSD, ambos eram bem recebidos por muitos apoiantes do Estado Novo; e o partido teve como bases os católicos, conservadores, e liberais desse regime.
 

Em relação ao posicionamento, o CDS negou sempre ser de direita, e colocavam-se, em vez disso, no centro, fixado no personalismo católico e no catolicismo social. A posição bispal, onde a Igreja Católica aprovava a participação dos seus seguidores em partidos políticos, mas não se dispunha a apoiar partidos confessionais, levou em parte à adoção do nome "social democracia" em vez de "democracia cristã", este último mais conservador. Durante o Processo Revolucionário em Curso, o CDS, mantendo uma posição cautelosa, rejeitou ser um partido de direita, e, em simultâneo, demonstrou cuidado em manter o seu eleitorado conservador, incluindo o de extrema-direita, boicotando qualquer coisa que pudesse ser uma ameaça para o seu domínio sobre estes. A estratégia funcionou, e o CDS, não só evadiu a repressão das forças revolucionários, até nos momentos mais intensos, como se cimentou na direita da Assembleia da República, sem ser marginalizado na extrema-direita.

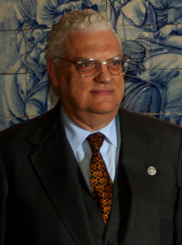
Diogo Freitas do Amaral foi o primeiro líder do CDS, partido que acabou por abandonar mais tarde.

A oposição à convocação da «maioria silenciosa» planeada para 28 de Setembro contribuíram para o CDS sobreviver, ao contrário de grupos direitistas, como o Partido do Progresso (MFP/PP) e o Partido Liberal. No dia 13 de Janeiro de 1975, os responsáveis do CDS entregaram no Supremo Tribunal de Justiça a documentação necessária à legalização do partido. O primeiro congresso foi a 25 de Janeiro de 1975 no Palácio de Cristal, no Porto. Foi nesse mesmo congresso que o cerco por militantes de extrema-esquerda marcou um dos episódios de maior confronto da vida política da democracia portuguesa e, apesar do qual, prosseguiu. O CDS é, juntamente com o PS e o PSD, uma das forças políticas a quem se credita o esforço da estabilização política após o PREC com obtenção de uma democracia liberal em oposição aos intentos alegadamente totalitários de parte das forças políticas revolucionárias neste conturbado período. Não obstante isto, são várias as acusações e alegadas implicações de notáveis do partido, no período do PREC, que terão contribuído para o contra-ataque às ofensas que as sedes do partido sofriam no Sul com recurso a movimentos populares, em especial no Norte, para a defesa de propriedades privadas, tendo por vezes recorrido para tal a vandalização e instigação de sedes de movimentos políticos de esquerda nesta região.

### Primeiros anos de oposição
Depois de 11 de Março de 1975, o regime que então tentava dominar o país definiu como principais vetores as questões sociais, a intervenção na economia e a tutela militar. Tudo isto, somado ao COPCON (organização militar criada em 1974) e ao questionamento dos modelos democráticos ocidentais, levou o CDS a declarar-se partido de oposição. Os seus 16 deputados votaram sozinhos contra a Constituição de 1976, no dia 2 de Abril, também pelo facto de esta incluir no seu preâmbulo que Portugal é um país "a caminho do socialismo", frase que ainda contém.
Nas eleições de 1976, o CDS conseguiu os seus objetivos ao ultrapassar o PCP e conseguir eleger 42 deputados.

### Governo PS–CDS
O CDS chegou pela primeira vez ao poder em aliança parlamentar com o Partido Socialista. O II Governo Constitucional tomou posse a 23 de Janeiro de 1978, e incluía três ministros do CDS: Rui Pena (Reforma Administrativa), Sá Machado (Negócios Estrangeiros) e Basílio Horta (Comércio e Turismo), além de cinco secretários de Estado. Terminou o seu mandato a 29 de Agosto de 1978.

### A Aliança Democrática (AD)

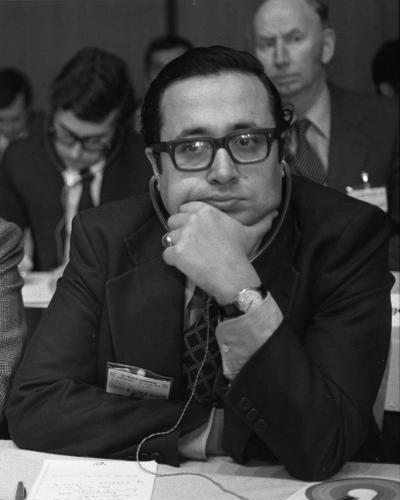
Adelino Amaro da Costa, um dos fundadores do CDS e Ministro da Defesa da AD, morreu no desastre de Camarate

Em 1979 o partido propôs a criação de uma frente eleitoral ao Partido Social Democrata e ao Partido Popular Monárquico. Essa proposta deu origem à Aliança Democrática, conhecida por AD, que, liderada por Francisco Sá Carneiro (PSD), venceu as eleições legislativas de 1979 e de 1980.
Nos governos da AD o CDS foi representado por cinco ministros e dez secretários de estado, tendo o presidente do partido, Diogo Freitas do Amaral, sido nomeado vice-primeiro-ministro e ministro dos Negócios Estrangeiros (mais tarde, vice-primeiro-ministro e ministro da Defesa Nacional).
Na noite de 4 de Dezembro de 1980, o primeiro-ministro de Portugal, Francisco Sá Carneiro, o ministro da Defesa, Adelino Amaro da Costa, Snu Abecassis, Maria Manuel Amaro da Costa, António Patrício Gouveia e os pilotos Jorge Albuquerque e Alfredo de Sousa morreram num trágico despenhamento de avião em Camarate. Oficialmente tratou-se de um acidente, no entanto há muitos que ainda hoje suspeitam de atentado, tendo o assunto ficado conhecido como Caso Camarate.
Assim, o presidente do CDS, Freitas do Amaral, foi chefe de governo interino (como vice-primeiro-ministro) até à nomeação de um novo governo, desta vez, liderado por Francisco Pinto Balsemão. O VII Governo Constitucional tomou posse a 9 de Janeiro de 1981 e terminou o seu mandato a 4 de Setembro do mesmo ano, seguindo-se o VIII Governo Constitucional, liderado novamente por Pinto Balsemão, e que terminou o seu mandato a 9 de Junho de 1983, após Freitas do Amaral, depois de desentendimentos no seio da AD, se ter demitido do Governo e da presidência do partido, acabando assim com a coligação.

### Uma oposição de vinte anos: 1982–2002

Francisco Lucas Pires liderou o CDS entre 1983 e 1985

Após a desintegração da AD, no fim de 1982, e depois da demissão de Freitas do Amaral, o partido procurava novo líder e novas estratégias. No V Congresso do partido, em Fevereiro de 1983, Francisco Lucas Pires saiu vitorioso, concorrendo contra Luís Barbosa.
Face aos fracos resultados eleitorais de 6 de Outubro de 1985, o líder do partido, Lucas Pires, apresentou a sua demissão. O seu sucessor foi o professor Adriano Moreira, que, confrontado com novos resultados negativos, decidiu não se recandidatar. Assim, o fundador Freitas do Amaral voltou à presidência em plena era cavaquista, em que o partido estava reduzido a 4 (mais tarde 5) deputados. Manter-se-ia no cargo até 1992.
Em 1992 uma nova geração tomou conta do CDS. Em Março, no X Congresso do partido, foi eleito o ex-presidente da Juventude Centrista, Manuel Monteiro. Um ano depois, um congresso extraordinário adiciona a expressão "Partido Popular" ao nome do partido. A denominação atual foi fixada no XIII Congresso, em Fevereiro de 1995.
Nas legislativas de 1995 o CDS–PP apresenta uma recuperação eleitoral, conseguindo eleger 15 deputados. No entanto, em 1997, após fracasso eleitoral nas autárquicas, Manuel Monteiro apresenta a sua demissão, sendo convocado o XVI Congresso em Braga, em que Paulo Portas sai vencedor após derrotar Maria José Nogueira Pinto. Paulo Portas propôs a reconciliação dentro do partido e um regresso à matriz democrata-cristã. Nas legislativas de 1999, o CDS–PP consegue manter o seu grupo parlamentar de 15 deputados.
Após grande derrota eleitoral nas autárquicas de 2001, o então primeiro-ministro socialista António Guterres apresentou a sua demissão, dando lugar a novas eleições.

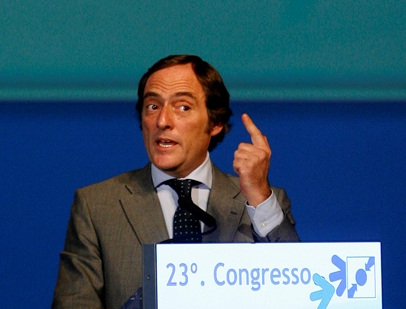
Paulo Portas foi o líder de maior longevidade no CDS-PP

### A Coligação Democrática
O PSD venceu as eleições legislativas de 2002 com maioria relativa. Dadas as circunstâncias, vinte anos depois voltou a celebrar um acordo de coligação para governar Portugal. No novo governo, o CDS–PP teve direito a três ministérios: Paulo Portas na Defesa Nacional, Bagão Félix como ministro do Trabalho e Celeste Cardona sobraçando a pasta da Justiça.
No Verão de 2004, Durão Barroso foi presidir à Comissão Europeia, tendo o presidente da República Jorge Sampaio nomeado um novo governo PSD/CDS–PP, agora liderado por Pedro Santana Lopes. O novo governo gozou de fraca popularidade e, após quatro meses, o presidente da República dissolveu a Assembleia da República que apoiava em maioria o governo. Novas eleições foram convocadas para fevereiro de 2005.

### Legislativas de 2005
O CDS-PP partia sozinho e com grandes expectativas para as eleições legislativas. Esperando beneficiar do resultado da governação dos seus ministros e da sua participação nos governos de coligação, o partido lançou-se para metas ambiciosas: Manter-se como terceira força política, impedir a maioria absoluta do PS e atingir os 10% dos votos expressos. Todos os objetivos falharam, tendo o CDS-PP perdido dois deputados. Isto, aliado à grande derrota do PSD, levou Paulo Portas a demitir-se e a convocar novo congresso.

### "Portugal 2009"
Convocado novo congresso, os candidatos tardaram em aparecer. Surgiram então dois candidatos: Telmo Correia e José Ribeiro e Castro. O primeiro era visto como claro favorito,[carece de fontes?] representando a linha da continuidade de Paulo Portas. Apesar do favoritismo inicial, Ribeiro e Castro conquistou surpreendentemente o congresso, tendo a sua moção, "2009", saído eleita. No dia seguinte Ribeiro e Castro foi eleito presidente do CDS.

### Oposição e instabilidade interna: 2005–2007

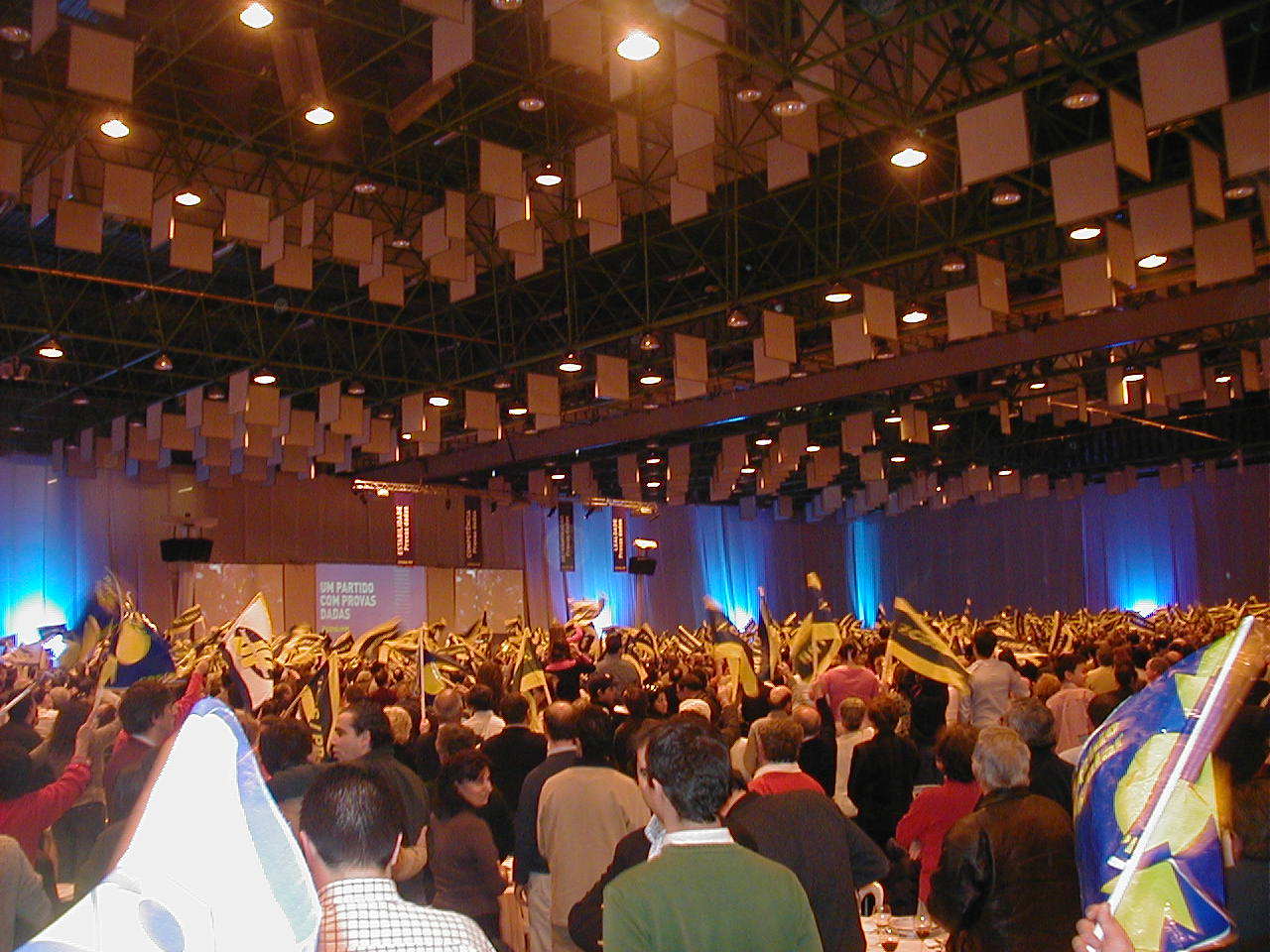
Comício do CDS–PP em Janeiro de 2005, no Europarque, Santa Maria da Feira, com mais de 5 000 pessoas.

A surpreendente vitória de José Ribeiro e Castro, após a saída de Paulo Portas, não agradou a muitos elementos do partido, levando a um período de crescente instabilidade interna. José Ribeiro e Castro foi reeleito nas primeiras eleições diretas do partido, e, mais tarde, reeleito em Congresso, contra João Pinho de Almeida, então presidente da Juventude Popular.
O facto de o grupo parlamentar, escolhido pelo anterior presidente, Paulo Portas, não integrar o novo presidente do partido (então eurodeputado) nem elementos da nova direção, conduziu a que Ribeiro e Castro não tivesse condições de visibilidade pública no combate ao governo semelhantes às dos outros líderes da oposição. A articulação da maioria dos deputados com Paulo Portas, que revelava a vontade de regressar à liderança do partido, foi tornando cada vez mais difícil a tarefa da direção de Ribeiro e Castro e agravando uma imagem permanente de instabilidade interna. Ribeiro e Castro ainda vence um novo Congresso (extraordinário) em Maio de 2006, mas o clima de desacerto e confronto entre o grupo parlamentar e a direção do partido tornou claro que haveria novo embate a seguir ao referendo à despenalização do aborto, em 2007.

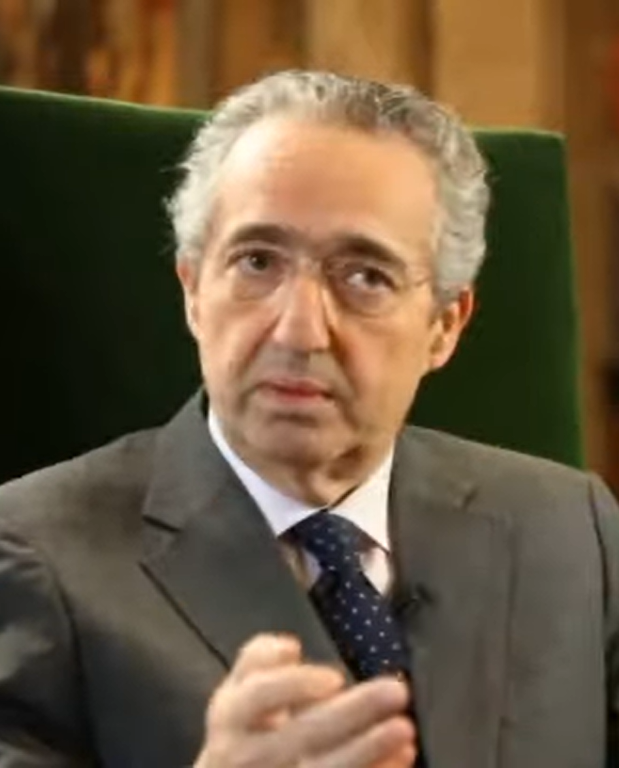
José Ribeiro e Castro foi o Presidente do CDS-PP entre 2005 e 2007.

A relação com o grupo parlamentar atingiu um ponto de rutura em inícios de 2007, com a demissão do seu presidente, Nuno Melo, após novo ataque contra a direção do partido no Natal de 2006. Passado o referendo à despenalização do aborto, em fevereiro de 2007, com a vitória do "Sim", o ex-presidente do Partido, Paulo Portas, lança de imediato o movimento para reaver a liderança do partido e anuncia que era candidato à presidência do CDS–PP, desafiando Ribeiro e Castro para eleições diretas. Contudo, Ribeiro e Castro e os seus apoiantes viam na eleição por Congresso a única solução para esta disputa da liderança. Este diferendo evoluiu para sucessivos confrontos políticos e estatutários, que culminaram num lamentável episódio de agressões físicas e injúrias entre os membros do Conselho Nacional, reunido em Óbidos, fazendo com que Maria José Nogueira Pinto abandonasse o partido. Maria José Nogueira Pinto ainda acusou Paulo Portas de deslealdade e de estar por detrás da instabilidade no partido, bem como disse ter sido alvo de agressões físicas da parte do deputado Hélder Amaral.
As eleições acabaram por ser diretas e Paulo Portas saiu vencedor com 72% dos votos. Uma situação que foi seguida de grande mediatismo pelas constantes acusações dentro e fora do partido de irregularidade e eventual ilegalidade, segundo os estatutos do próprio partido, para a realização de eleições diretas.

### Segunda liderança de Paulo Portas
A segunda liderança de Paulo Portas, iniciada em 2007, acabou por levar o partido a subir na Assembleia Regional dos Açores, nas eleições regionais, tendo o CDS sido o partido que mais subiu.
Nas eleições europeias de 2009, apesar de todas as sondagens apontarem para uma perda significativa do CDS, este subiu em quase todos os distritos.
Nas eleições legislativas de 2009, realizadas no dia 27 de Setembro de 2009, o CDS–PP conseguiu ser a terceira força política na Assembleia da República (AR), ao conquistar 592 997 votos (10,43% dos votos expressos) e 21 assentos parlamentares. Foi considerada uma grande vitória para o CDS–PP e, particularmente, para o seu líder, Paulo Portas, sobretudo face às projeções negras que muitas sondagens preconizavam para o partido e que terão sido evocadas pelo próprio como prejudiciais à campanha, apesar de vários politólogos de esquerda e direita terem atribuído um efeito positivo às más sondagens dada a diminuição do chamado "efeito do voto útil", no qual existe uma habitual transferência de votos dos eleitores habituais do CDS para o PSD, mobilizando o eleitorado típico do CDS para o voto neste invés de no PSD para a criação de uma maioria absoluta favorável aos sociais-democratas.
Este aumento do número de deputados do CDS permitiu trazer ao Parlamento "novas caras" como sejam Assunção Cristas, Filipe Lobo d'Ávila, João Pinho de Almeida, Cecília Meireles e Michael Seufert.

### Governo de coligação PSD–CDS (2011-15)
Em 2011, o CDS voltou a registar franco crescimento eleitoral, tendo subido de 10,4% para 11,7% e elegido 24 deputados nas legislativas. Face aos resultados eleitorais do PSD, que não conseguiu maioria absoluta, foi celebrada nova coligação com o CDS, formando assim o XIX Governo Constitucional.
Nas eleições legislativas regionais na Madeira de 2011, o CDS subiu de 5% e 2 deputados para 17,6% e 9 deputados, tendo ainda sido o partido que registou a maior subida e passando a ser a segunda força política nesta mesma região. Em 2015 verificou-se uma ligeira queda no arquipélago para 13,7% e 7 deputados, mantendo-se como a segunda força política da Madeira.
Nas eleições autárquicas de 2013, o partido obteve também resultados positivos, conseguindo dezenas de autarquias em coligações com o PSD, e concorrendo individualmente conseguiu subir o número de uma para cinco autarquias, num total de 47 mandatos.
Em 25 de abril de 2015, no decorrer das comemorações dos 41 anos da Revolução dos Cravos, o líder do Partido Social Democrata, Pedro Passos Coelho e o líder do CDS, Paulo Portas anunciaram uma coligação pré-eleitoral entre os partidos para as eleições legislativas de 2015. No início de Junho de 2015 foi anunciado o nome da coligação, Portugal à Frente.
Após a vitória da coligação PSD/CDS nas eleições legislativas de 2015, o secretário-geral do PS, António Costa, formou governo com apoio do PCP e do BE, não tendo Pedro Passos Coelho e Paulo Portas formado novo governo. Em consequência, Paulo Portas anunciou, ao fim de 16 anos, que não se recandidataria à presidência do CDS-PP no congresso a realizar em março de 2016. Renunciou também ao mandato de deputado em junho de 2016.

### Regresso à oposição - Assunção Cristas e Francisco Rodrigues dos Santos

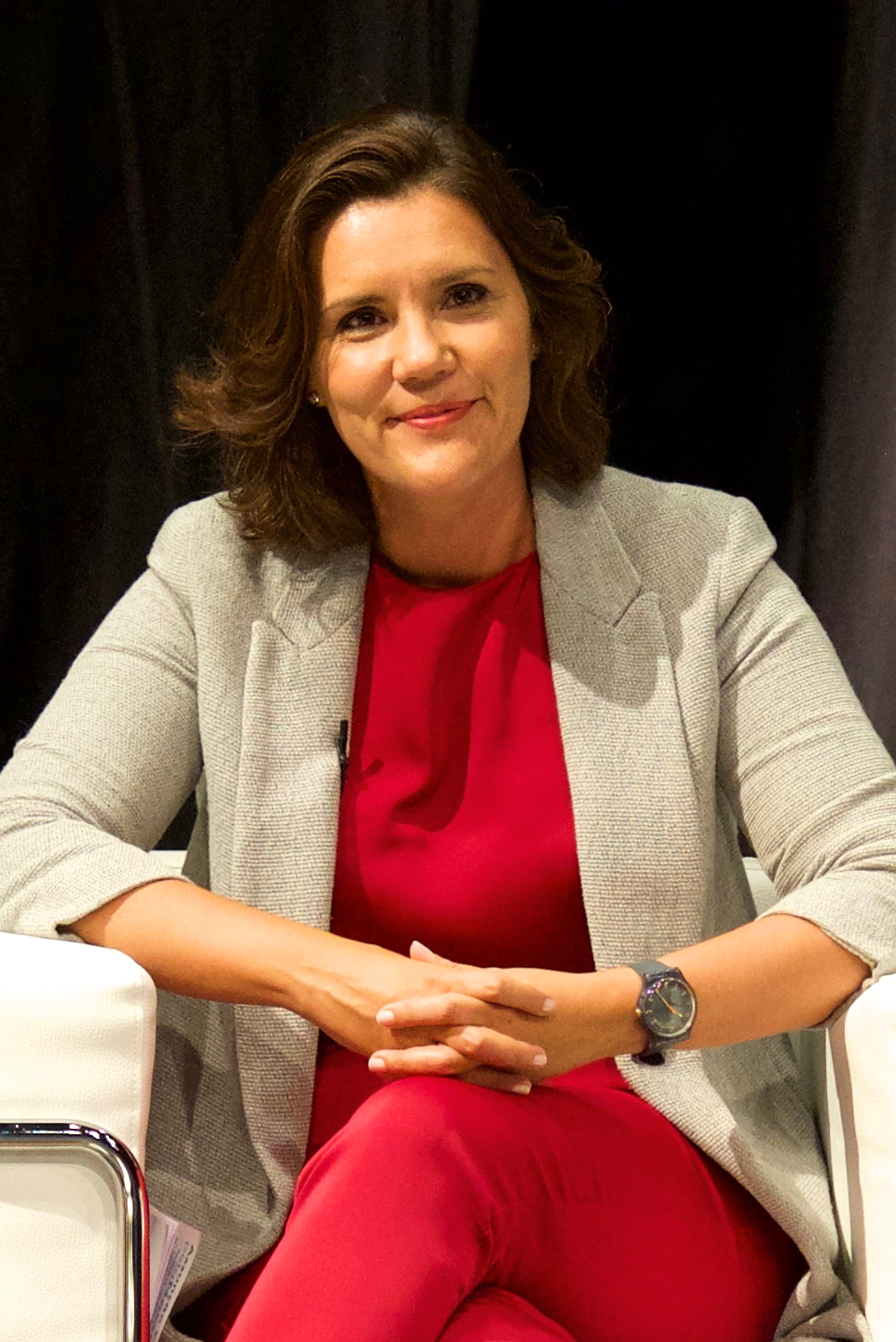
Assunção Cristas foi Presidente do CDS-PP entre 2016 e 2020, sendo a única mulher a ter ocupado o cargo

Estando aberto o período de candidaturas à presidência do CDS-PP, potenciais candidatos como Nuno Melo, João Almeida e Pedro Mota Soares abdicaram de se candidatar a favor de Assunção Cristas, que se apresentou como candidata única. Foi eleita para a presidência do partido no congresso realizado a 12 e 13 de março de 2016, realizado em Gondomar, com 95% dos votos sendo a primeira mulher a dirigir o CDS-PP. A sua liderança ficou marcada por divergência com o tradicional parceiro de coligação, o PSD, então liderado por Pedro Passos Coelho e pela candidatura da própria a presidente da Câmara Municipal de Lisboa, em 2017, tendo obtido, após recusar uma coligação com o PSD com o MPT e o PPM, 20,6% dos votos, contra os 11% da candidata do PSD, Teresa Leal Coelho. Ao nível nacional, o CDS-PP passou de 5 para 6 presidências de câmaras municipais nas eleições autárquicas de 2017.   
Em 2017, o CDS-PP, juntamente com o PAN, votou contra a proposta de abolição do limite de angariação de fundos por parte de partidos políticos, com votos a favor do PS, PSD, PCP, BE e PEV, que permite a todos os partidos aceitar de forma ilimitada "donativos" de entidades privadas que, no entanto, não são obrigados a revelar. Não obstante, a lei foi aprovada pelo Presidente da República Marcelo Rebelo de Sousa.
Assunção Cristas revelou estar pronta para assumir a liderança da oposição, pretendendo retirar esse estatuto ao PSD, e para se afirmar como candidata a primeira-ministra. Foi reeleita para o cargo no congresso de Lamego, a 10 e 11 de março de 2018, com 89% dos votos. Enfrentou contestação das correntes mais conservadoras do partido ao assumir posições favoráveis em algumas matérias de costumes, como a lei das quotas para mulheres em cargo de representação política. Nas eleições europeias de 2019, o partido elegeu apenas Nuno Melo, com 6,1% dos votos. Nas eleições regionais da Madeira, em setembro de 2019, o partido passou de 7 para 3 deputados, com 5,8% dos votos, mas passou a integrar o XIII Governo Regional da Madeira, presidido por Miguel Albuquerque,  em coligação com o PSD, passando José Manuel Rodrigues a assumir a presidência da Assembleia Legislativa da Madeira. Para as eleições legislativas de 2019, recusou estabelecer uma coligação pré-eleitoral com o PSD, então liderado por Rui Rio, levando o CDS a um dos piores resultados da história - 4,25% dos votos e 5 deputados. Anunciou, na sequência das eleições legislativas de 2019, que não se recandidataria à presidência do CDS-PP. Renunciou ao mandato de deputada em janeiro de 2020. Em setembro de 2019, o antigo presidente do partido, Manuel Monteiro, solicitou a refiliação no CDS-PP, tendo Assunção Cristas recusado decidir sobre o pedido de refiliação, optando por deixar a decisão para a direção seguinte. Poucos dias antes das eleições legislativas de 2019, morreu o fundador do CDS-PP, Diogo Freitas do Amaral. 
No congresso realizado em Aveiro, a 26 e 27 de janeiro de 2020, concorreram à sucessão de Assunção Cristas Francisco Rodrigues dos Santos (46,4% dos votos), João Almeida (38,9% dos votos) e Filipe Lobo d'Ávila (14,45% dos votos). Acabou por ser eleito presidente do CDS-PP Francisco Rodrigues dos Santos, com uma votação de 66% dos votos para a Comissão Política Nacional, após estabelecer acordo com a candidatura de Filipe Lobo d'Ávila. Nascido em Coimbra, o ex-aluno do Colégio Militar foi até dezembro de 2019 membro da direção do Sporting Clube de Portugal, presidida por Frederico Varandas. Frequentou igualmente a FDUL. Francisco Rodrigues dos Santos defendeu o regresso à criminalização do aborto em Portugal. Recusa pertencer à Opus Dei. Defendeu também que a designação de "casamento entre pessoas do mesmo sexo" fosse outra, sem especificar a designação que defende. É contra o retorno ao serviço militar obrigatório.
Durante a presidência de Francisco Rodrigues dos Santos, o partido apresentou um pendor conservador nos costumes. Francisco Rodrigues dos Santos enfrentou forte contestação interna dos antigos apoiantes de Paulo Portas, tendo sido agendadas reuniões do conselho nacional do partido em 2021, com vista a decidir a eventual destituição da direção de Francisco Rodrigues dos Santos - em fevereiro - e a eventual antecipação do congresso do partido com vista a eleger uma nova direção antes das eleições legislativas de 2022 - em outubro, tendo ambas as propostas sido rejeitadas, a favor de Francisco Rodrigues dos Santos. Muitos militantes destacados do partido desfiliaram-se em protesto contra Francisco Rodrigues dos Santos, como António Pires de Lima e Adolfo Mesquita Nunes. Nas eleições regionais dos Açores, em 2020, o partido diminuiu de 4 para 3 deputados, com 5,5% dos votos, mas passou a integrar o XIII Governo Regional dos Açores, liderado por José Manuel Bolieiro, em coligação com o PSD e o PPM. Nas eleições autárquicas de 2021, manteve as seis presidências de câmaras municipais que já detinha.

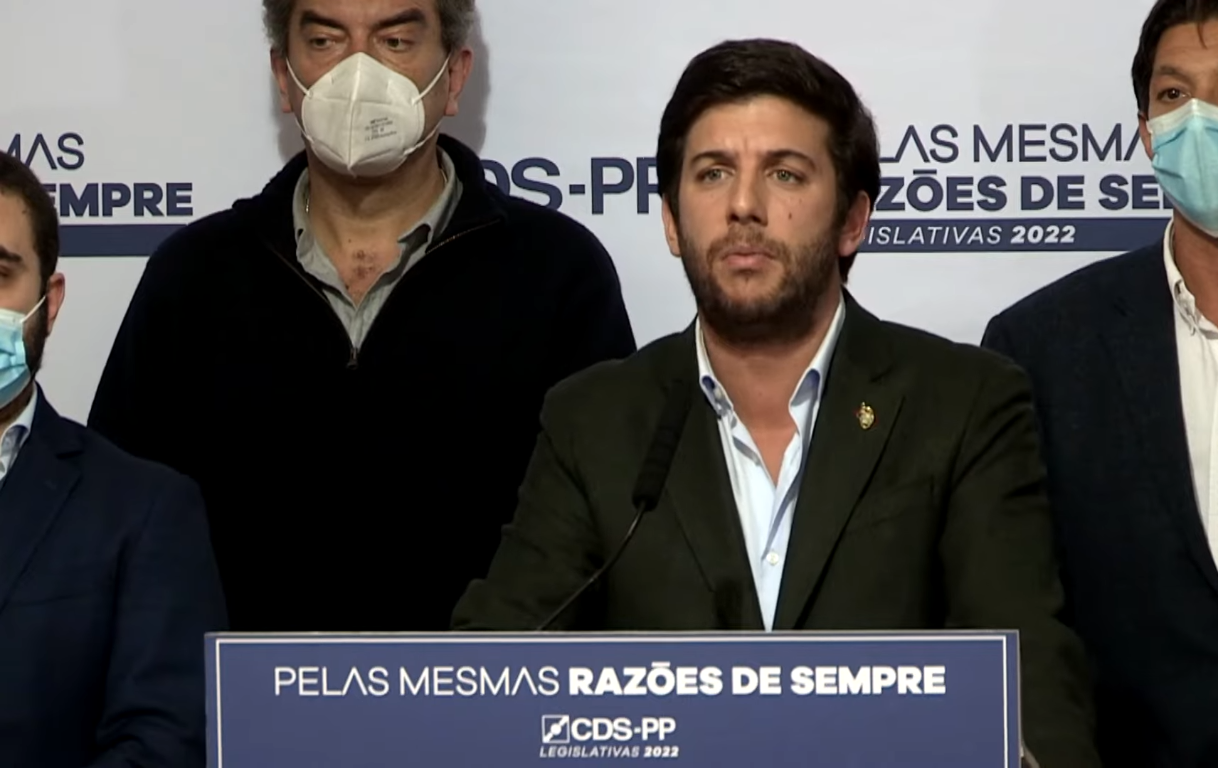
Francisco Rodrigues dos Santos discursando durante a noite eleitoral das eleições legislativas de 2022, em que o CDS-PP perdeu a sua representação parlamentar

### Perda da representação parlamentar
Nas eleições legislativas de 2022, após uma campanha marcada pelas críticas internas à direção de Francisco Rodrigues dos Santos, o CDS-PP diminuiu de 4,2% dos votos para 1,6% dos votos, não tendo conseguido a eleição de nenhum deputado, tendo obtido o pior resultado eleitoral da sua história. Francisco Rodrigues dos Santos apresentou a demissão do cargo de presidente do CDS-PP. O acontecimento espoletou um debate interno e externo acerca da viabilidade da existência do CDS-PP no futuro, que se encontra em curso.
Ao congresso do partido, realizado em Guimarães a 2 e 3 de abril de 2022, apresentaram-se como candidatos Nuno Melo, Nuno Correia da Silva, Miguel Matos Chaves e Bruno Filipe Costa, tendo o primeiro saído vencedor com 73% dos votos de apoio à sua moção e 75% dos votos de apoio à sua comissão política nacional. Nuno Melo sucedeu, assim, a Francisco Rodrigues dos Santos, sendo o atual presidente do CDS-PP.
Em janeiro de 2024, em antecipação das eleições legislativas e europeias de 2024, o CDS-PP firmou uma aliança com o PSD de Luís Montenegro e com o PPM de Gonçalo da Câmara Pereira, chamada Aliança Democrática. Esta coligação garantiu 2 lugares facilmente elegíveis ao CDS-PP (o segundo lugar da lista no Porto para Nuno Melo e o quarto lugar da lista em Lisboa para Paulo Núncio), deixando assim garantido o retorno do partido à Assembleia da República.

## Órgãos Nacionais

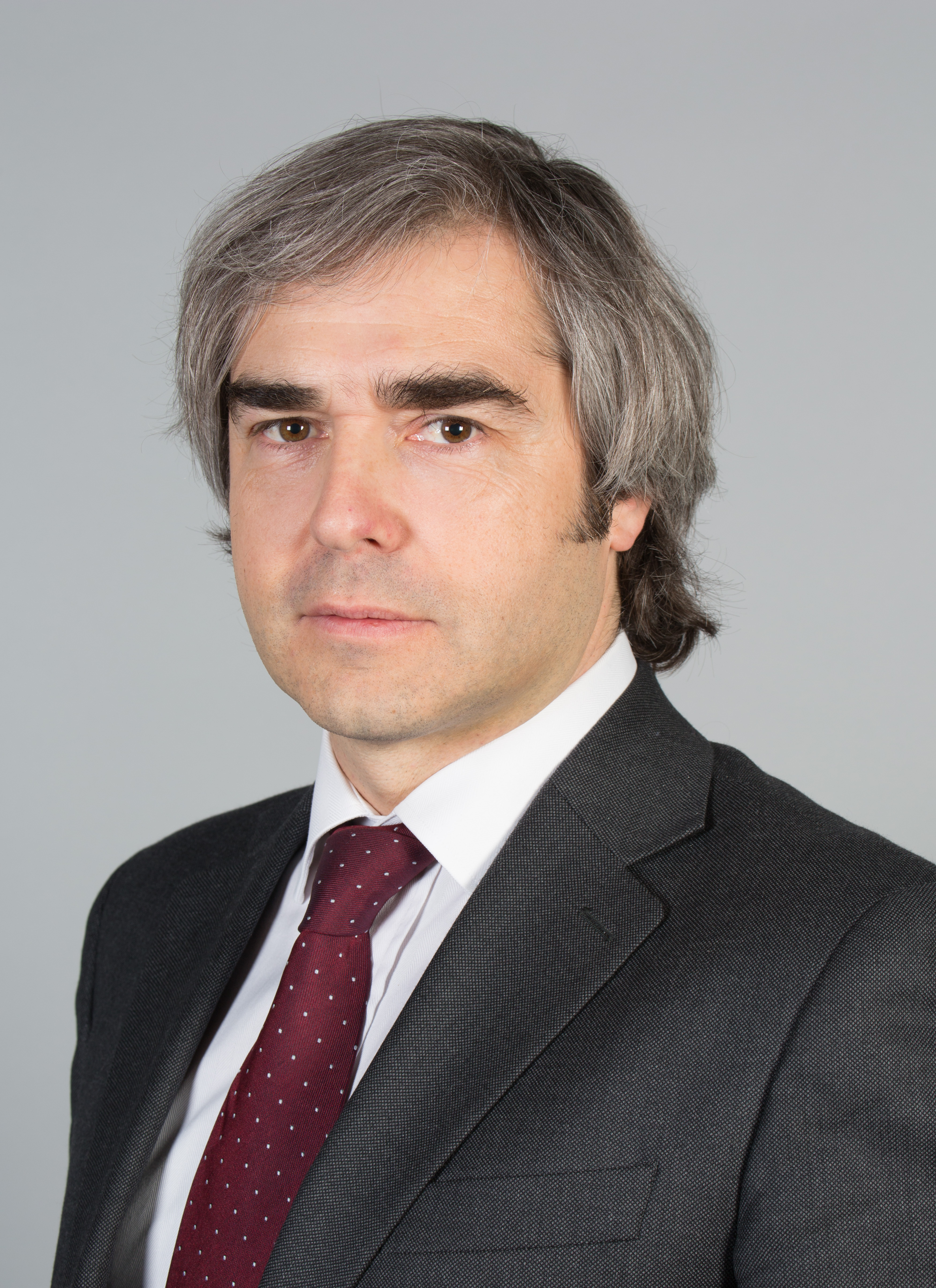
Nuno Melo é o atual Presidente do CDS-PP

### Comissão Executiva
Presidente: Nuno Melo
Vice-Presidentes:
1º VP: Telmo Correia
2º VP: Álvaro Castelo-Branco
3º VP: Ana Clara Birrento
4º VP: Diogo Moura
5º VP: João Varandas Fernandes
6º VP: Maria Luísa Aldim
7º VP: Paulo Núncio
Secretário-Geral: Pedro Morais Soares
Vogais:
1º Vogal: António Marinho
2º Vogal: Catarina Araújo
3º Vogal: Duarte Nuno Correia
4º Vogal: Durval Tiago Ferreira
5º Vogal: Francisco Kreye
Membros com lugar por inerência dos seus cargos:
Presidente CDS-Madeira: Rui Barreto
Presidente CDS-Açores: Artur Lima
Porta-Voz: Isabel Galriça Neto
Coordenador Autárquico Nacional: Mário Araújo e Silva

### Mesa do Congresso Nacional
Presidente: José Manuel Rodrigues
Vice-Presidentes:
1º VP: Vitor Mendes
2º VP: Miguel Paiva
3º VP: João Pinheira da Silva
Secretários:
1º secretário: Isaías Afonso
2º secretário: Maria do Céu Marques
3º secretário: Maria da Conceição Pinho
4º secretário: Vitor Matos Pereira
5º secretário: Pedro Castelo

### Mesa do Conselho Nacional
Presidente: Luís Pedro Mota Soares
Vice-Presidentes:
1º VP: José Bourbon Ribeiro
2º VP: Sandra Melo de Almeida
Secretários:
1º secretário: Gonçalo Pimenta Castro
2º secretário: Diogo Lencastre
3º secretário: Ilda Araújo Novo
4º secretário: Ricardo Mendes

### Conselho Nacional de Jurisdição
Presidente: António José Baptista
Vice-Presidente: António Velez
Vogais:
- Vasco Moura Ramos
- Paulo Rebelo
- Maria José França
- Rui Pedrosa Moura
- Gonçalo Carneiro

### Conselho Nacional de Fiscalização
Presidente: Pedro Moutinho
Vice-Presidente: Luís Mesquita
Vogais:
- Frutuoso Tomé
- Mário Praça
- Miguel Ascensão
- Pedro Teixeira Luís
- Manuel Leite da Costa

## Juventude Popular
A Juventude Popular (JP) é a organização política e autónoma de juventude do CDS-PP. Criada em 4 de Novembro de 1974, com o nome de Juventude Centrista (JC), destacou-se no "Verão Quente" de 1975 como intenso opositor aos movimentos de esquerda que tentavam construir em Portugal um projeto de inspiração progressista e eram na maioria contra a propriedade privada. Adotou o nome Juventude Popular (JP) em 1998.

## Correntes e tendências
- A TEM Esperança em Movimento representa a corrente "democrata-cristã, socialmente conservadora e patriótica",[56] formalmente constituída em 1 de Março de 2018.[57] Tem como porta-voz Mário Cunha Reis[58][59] e esteve representada por Abel Matos Santos nos Congressos Nacionais do CDS-PP de 2018,[60] em Lamego e de 2020, em Aveiro.[61]

## Resultados eleitorais

### Eleições legislativas
| Data | Líder                          | Cl.                    | Votos                  | %                      | +/-                    | Deputados | +/-     | Status                             | Notas                   |
| ---- | ------------------------------ | ---------------------- | ---------------------- | ---------------------- | ---------------------- | --------- | ------- | ---------------------------------- | ----------------------- |
| 1975 | Diogo Freitas do Amaral        | 4.º                    | 434 879                | 7,61 / 100,00          |                        | 16 / 250  |         | Assembleia Constituinte            | Assembleia Constituinte |
| 1976 | Diogo Freitas do Amaral        | 3.º                    | 876 007                | 15,98 / 100,00         | 8,37                   | 42 / 263  | 26      | Oposição (1976-1978)               |                         |
| 1976 | Diogo Freitas do Amaral        | 3.º                    | 876 007                | 15,98 / 100,00         | 8,37                   | 42 / 263  | 26      | Governo (1978)                     |                         |
| 1976 | Diogo Freitas do Amaral        | 3.º                    | 876 007                | 15,98 / 100,00         | 8,37                   | 42 / 263  | 26      | Oposição (1978-1980)               |                         |
| 1979 | Diogo Freitas do Amaral        | Aliança Democrática    | Aliança Democrática    | Aliança Democrática    | Aliança Democrática    | 43 / 250  | 1       | Governo                            |                         |
| 1980 | Diogo Freitas do Amaral        | Aliança Democrática    | Aliança Democrática    | Aliança Democrática    | Aliança Democrática    | 46 / 250  | 3       | Governo                            |                         |
| 1983 | Francisco Lucas Pires          | 4.º                    | 716 705                | 12,56 / 100,00         |                        | 30 / 250  | 16      | Oposição                           |                         |
| 1985 | Francisco Lucas Pires          | 5.º                    | 577 580                | 9,96 / 100,00          | 2,60                   | 22 / 250  | 8       | Apoio parlamentar                  |                         |
| 1987 | Adriano Moreira                | 5.º                    | 251 987                | 4,44 / 100,00          | 5,52                   | 4 / 250   | 18      | Oposição                           |                         |
| 1991 | Diogo Freitas do Amaral        | 4.º                    | 254 317                | 4,43 / 100,00          | 0,01                   | 5 / 230   | 1       | Oposição                           |                         |
| 1995 | Manuel Monteiro                | 3.º                    | 534 470                | 9,05 / 100,00          | 4,62                   | 15 / 230  | 10      | Oposição                           |                         |
| 1999 | Paulo Portas                   | 4.º                    | 451 453                | 8,34 / 100,00          | 0,71                   | 15 / 230  | Estável | Oposição                           |                         |
| 2002 | Paulo Portas                   | 3.º                    | 477 350                | 8,72 / 100,00          | 0,38                   | 14 / 230  | 1       | Governo                            |                         |
| 2005 | Paulo Portas                   | 4.º                    | 416 415                | 7,24 / 100,00          | 1,48                   | 12 / 230  | 2       | Oposição                           |                         |
| 2009 | Paulo Portas                   | 3.º                    | 592 997                | 10,43 / 100,00         | 3,19                   | 21 / 230  | 9       | Oposição                           |                         |
| 2011 | Paulo Portas                   | 3.º                    | 653 987                | 11,70 / 100,00         | 1,27                   | 24 / 230  | 3       | Governo                            |                         |
| 2015 | Paulo Portas                   | Portugal à Frente      | Portugal à Frente      | Portugal à Frente      | Portugal à Frente      | 18 / 230  | 6       | Governo (outubro-novembro de 2015) |                         |
| 2015 | Paulo Portas                   | Portugal à Frente      | Portugal à Frente      | Portugal à Frente      | Portugal à Frente      | 18 / 230  | 6       | Oposição (novembro de 2015-2019)   |                         |
| 2019 | Assunção Cristas               | 5.º                    | 216 448                | 4,25 / 100,00          |                        | 5 / 230   | 13      | Oposição                           |                         |
| 2022 | Francisco Rodrigues dos Santos | 8.º                    | 90 539                 | 1,60 / 100,00          | 2,62                   | 0 / 230   | 5       | Extra-parlamentar                  |                         |
| 2024 | Nuno Melo                      | Aliança Democrática    | Aliança Democrática    | Aliança Democrática    | Aliança Democrática    | 2 / 230   | 2       | Governo                            |                         |
| 2025 | Nuno Melo                      | AD - Coligação PSD/CDS | AD - Coligação PSD/CDS | AD - Coligação PSD/CDS | AD - Coligação PSD/CDS | 2 / 230   | Estável | Governo                            |                         |

#### Resultados por círculos eleitorais

##### Açores
| Data | Cl.                 | Votos               | %                   | +/-                 | Deputados           | +/-                 |
| ---- | ------------------- | ------------------- | ------------------- | ------------------- | ------------------- | ------------------- |
| 1975 | 3.º                 | 5 118               | 3,5 / 100,0         |                     | 0 / 6               |                     |
| 1976 | 3.º                 | 13 537              | 10,7 / 100,0        | 7,2                 | 0 / 6               | Estável             |
| 1979 | 3.º                 | 9 518               | 7,3 / 100,0         | 3,4                 | 0 / 5               | Estável             |
| 1980 | 3.º                 | 5 467               | 4,5 / 100,0         | 2,8                 | 0 / 5               | Estável             |
| 1983 | 3.º                 | 5 020               | 4,7 / 100,0         | 0,2                 | 0 / 5               | Estável             |
| 1985 | 4.º                 | 6 710               | 6,5 / 100,0         | 1,8                 | 0 / 5               | Estável             |
| 1987 | 3.º                 | 3 129               | 3,3 / 100,0         | 3,2                 | 0 / 5               | Estável             |
| 1991 | 3.º                 | 3 591               | 3,4 / 100,0         | 0,1                 | 0 / 5               | Estável             |
| 1995 | 3.º                 | 9 971               | 9,4 / 100,0         | 6,0                 | 0 / 5               | Estável             |
| 1999 | 3.º                 | 5 219               | 5,6 / 100,0         | 3,8                 | 0 / 5               | Estável             |
| 2002 | 3.º                 | 7 521               | 8,4 / 100,0         | 2,8                 | 0 / 5               | Estável             |
| 2005 | 3.º                 | 3 675               | 4,0 / 100,0         | 4,4                 | 0 / 5               | Estável             |
| 2009 | 3.º                 | 9 798               | 10,3 / 100,0        | 6,3                 | 0 / 5               | Estável             |
| 2011 | 3.º                 | 10 944              | 12,1 / 100,0        | 1,8                 | 0 / 5               | Estável             |
| 2015 | 4.º                 | 3 654               | 3,9 / 100,0         | 8,2                 | 0 / 5               | Estável             |
| 2019 | 4.º                 | 4 014               | 4,8 / 100,0         | 0,9                 | 0 / 5               | Estável             |
| 2022 | Aliança Democrática | Aliança Democrática | Aliança Democrática | Aliança Democrática | Aliança Democrática | Aliança Democrática |
| 2024 | Aliança Democrática | Aliança Democrática | Aliança Democrática | Aliança Democrática | Aliança Democrática | Aliança Democrática |
| 2025 | Aliança Democrática | Aliança Democrática | Aliança Democrática | Aliança Democrática | Aliança Democrática | Aliança Democrática |

##### Aveiro
| Data | Cl.                    | Votos                  | %                      | +/-                    | Deputados              | +/-                    |
| ---- | ---------------------- | ---------------------- | ---------------------- | ---------------------- | ---------------------- | ---------------------- |
| 1975 | 3.º                    | 36 602                 | 11,1 / 100,0           |                        | 2 / 14                 |                        |
| 1976 | 3.º                    | 72 638                 | 22,5 / 100,0           | 11,4                   | 4 / 15                 | 2                      |
| 1979 | Aliança Democrática    | Aliança Democrática    | Aliança Democrática    | Aliança Democrática    | Aliança Democrática    | Aliança Democrática    |
| 1980 | Aliança Democrática    | Aliança Democrática    | Aliança Democrática    | Aliança Democrática    | Aliança Democrática    | Aliança Democrática    |
| 1983 | 3.º                    | 56 115                 | 16,4 / 100,0           |                        | 2 / 15                 |                        |
| 1985 | 3.º                    | 47 501                 | 13,5 / 100,0           | 2,9                    | 2 / 15                 | Estável                |
| 1987 | 3.º                    | 18 794                 | 5,3 / 100,0            | 8,2                    | 0 / 15                 | 2                      |
| 1991 | 3.º                    | 22 624                 | 6,1 / 100,0            | 0,8                    | 1 / 14                 | 1                      |
| 1995 | 3.º                    | 48 383                 | 12,6 / 100,0           | 6,5                    | 2 / 14                 | 1                      |
| 1999 | 3.º                    | 49 196                 | 13,6 / 100,0           | 1,0                    | 2 / 15                 | Estável                |
| 2002 | 3.º                    | 47 131                 | 12,9 / 100,0           | 0,7                    | 2 / 15                 | Estável                |
| 2005 | 3.º                    | 38 001                 | 9,8 / 100,0            | 3,1                    | 1 / 15                 | 1                      |
| 2009 | 3.º                    | 50 687                 | 13,0 / 100,0           | 3,2                    | 2 / 16                 | 1                      |
| 2011 | 3.º                    | 49 523                 | 12,9 / 100,0           | 0,1                    | 2 / 16                 | Estável                |
| 2015 | Portugal à Frente      | Portugal à Frente      | Portugal à Frente      | Portugal à Frente      | Portugal à Frente      | Portugal à Frente      |
| 2019 | 4.º                    | 20 045                 | 5,7 / 100,0            |                        | 1 / 16                 |                        |
| 2022 | 6.º                    | 8 962                  | 2,5 / 100,0            | 3,2                    | 0 / 16                 | 1                      |
| 2024 | Aliança Democrática    | Aliança Democrática    | Aliança Democrática    | Aliança Democrática    | Aliança Democrática    | Aliança Democrática    |
| 2025 | AD – Coligação PSD/CDS | AD – Coligação PSD/CDS | AD – Coligação PSD/CDS | AD – Coligação PSD/CDS | AD – Coligação PSD/CDS | AD – Coligação PSD/CDS |

##### Beja
| Data | Cl.                    | Votos                  | %                      | +/-                    | Deputados              | +/-                    |
| ---- | ---------------------- | ---------------------- | ---------------------- | ---------------------- | ---------------------- | ---------------------- |
| 1975 | 6.º                    | 2 821                  | 2,2 / 100,0            |                        | 0 / 6                  |                        |
| 1976 | 4.º                    | 5 004                  | 4,2 / 100,0            | 2,0                    | 0 / 6                  | Estável                |
| 1979 | Aliança Democrática    | Aliança Democrática    | Aliança Democrática    | Aliança Democrática    | Aliança Democrática    | Aliança Democrática    |
| 1980 | Aliança Democrática    | Aliança Democrática    | Aliança Democrática    | Aliança Democrática    | Aliança Democrática    | Aliança Democrática    |
| 1983 | 4.º                    | 4 719                  | 4,1 / 100,0            |                        | 0 / 5                  |                        |
| 1985 | 5.º                    | 2 471                  | 2,2 / 100,0            | 1,9                    | 0 / 5                  | Estável                |
| 1987 | 5.º                    | 2 011                  | 2,0 / 100,0            | 0,2                    | 0 / 5                  | Estável                |
| 1991 | 5.º                    | 2 245                  | 2,3 / 100,0            | 0,3                    | 0 / 4                  | Estável                |
| 1995 | 4.º                    | 3 495                  | 3,6 / 100,0            | 1,3                    | 0 / 4                  | Estável                |
| 1999 | 4.º                    | 3 313                  | 3,9 / 100,0            | 0,3                    | 0 / 3                  | Estável                |
| 2002 | 4.º                    | 3 063                  | 3,7 / 100,0            | 0,2                    | 0 / 3                  | Estável                |
| 2005 | 5.º                    | 2 562                  | 2,9 / 100,0            | 0,8                    | 0 / 3                  | Estável                |
| 2009 | 5.º                    | 4 696                  | 5,7 / 100,0            | 2,8                    | 0 / 3                  | Estável                |
| 2011 | 4.º                    | 5 462                  | 7,3 / 100,0            | 1,6                    | 0 / 3                  | Estável                |
| 2015 | Portugal à Frente      | Portugal à Frente      | Portugal à Frente      | Portugal à Frente      | Portugal à Frente      | Portugal à Frente      |
| 2019 | 5.º                    | 1 480                  | 2,3 / 100,0            |                        | 0 / 3                  |                        |
| 2022 | 8.º                    | 515                    | 0,8 / 100,0            | 1,5                    | 0 / 3                  | Estável                |
| 2024 | Aliança Democrática    | Aliança Democrática    | Aliança Democrática    | Aliança Democrática    | Aliança Democrática    | Aliança Democrática    |
| 2025 | AD – Coligação PSD/CDS | AD – Coligação PSD/CDS | AD – Coligação PSD/CDS | AD – Coligação PSD/CDS | AD – Coligação PSD/CDS | AD – Coligação PSD/CDS |

##### Braga
| Data | Cl.                    | Votos                  | %                      | +/-                    | Deputados              | +/-                    |
| ---- | ---------------------- | ---------------------- | ---------------------- | ---------------------- | ---------------------- | ---------------------- |
| 1975 | 3.º                    | 60 754                 | 18,0 / 100,0           |                        | 3 / 15                 |                        |
| 1976 | 3.º                    | 86 148                 | 25,2 / 100,0           | 7,2                    | 4 / 15                 | 1                      |
| 1979 | Aliança Democrática    | Aliança Democrática    | Aliança Democrática    | Aliança Democrática    | Aliança Democrática    | Aliança Democrática    |
| 1980 | Aliança Democrática    | Aliança Democrática    | Aliança Democrática    | Aliança Democrática    | Aliança Democrática    | Aliança Democrática    |
| 1983 | 3.º                    | 69 051                 | 18,3 / 100,0           |                        | 3 / 16                 |                        |
| 1985 | 4.º                    | 55 331                 | 14,0 / 100,0           | 4,3                    | 2 / 16                 | 1                      |
| 1987 | 4.º                    | 23 854                 | 5,9 / 100,0            | 8,1                    | 1 / 17                 | 1                      |
| 1991 | 3.º                    | 23 715                 | 5,6 / 100,0            | 0,3                    | 1 / 16                 | Estável                |
| 1995 | 3.º                    | 48 430                 | 10,7 / 100,0           | 5,1                    | 1 / 16                 | Estável                |
| 1999 | 3.º                    | 38 973                 | 8,9 / 100,0            | 1,8                    | 1 / 17                 | Estável                |
| 2002 | 3.º                    | 42 074                 | 9,3 / 100,0            | 0,4                    | 1 / 18                 | Estável                |
| 2005 | 3.º                    | 37 618                 | 7,8 / 100,0            | 1,5                    | 1 / 18                 | Estável                |
| 2009 | 3.º                    | 48 158                 | 9,7 / 100,0            | 1,9                    | 2 / 19                 | 1                      |
| 2011 | 3.º                    | 50 456                 | 10,4 / 100,0           | 0,7                    | 2 / 19                 | Estável                |
| 2015 | Portugal à Frente      | Portugal à Frente      | Portugal à Frente      | Portugal à Frente      | Portugal à Frente      | Portugal à Frente      |
| 2019 | 4.º                    | 19 127                 | 4,1 / 100,0            |                        | 1 / 19                 |                        |
| 2022 | 7.º                    | 8 215                  | 1,7 / 100,0            | 2,4                    | 0 / 19                 | 1                      |
| 2024 | Aliança Democrática    | Aliança Democrática    | Aliança Democrática    | Aliança Democrática    | Aliança Democrática    | Aliança Democrática    |
| 2025 | AD – Coligação PSD/CDS | AD – Coligação PSD/CDS | AD – Coligação PSD/CDS | AD – Coligação PSD/CDS | AD – Coligação PSD/CDS | AD – Coligação PSD/CDS |

##### Bragança
| Data | Cl.                    | Votos                  | %                      | +/-                    | Deputados              | +/-                    |
| ---- | ---------------------- | ---------------------- | ---------------------- | ---------------------- | ---------------------- | ---------------------- |
| 1975 | 3.º                    | 13 533                 | 13,5 / 100,0           |                        | 0 / 4                  |                        |
| 1976 | 2.º                    | 26 927                 | 28,3 / 100,0           | 14,8                   | 2 / 5                  | 2                      |
| 1979 | Aliança Democrática    | Aliança Democrática    | Aliança Democrática    | Aliança Democrática    | Aliança Democrática    | Aliança Democrática    |
| 1980 | Aliança Democrática    | Aliança Democrática    | Aliança Democrática    | Aliança Democrática    | Aliança Democrática    | Aliança Democrática    |
| 1983 | 3.º                    | 19 382                 | 20,9 / 100,0           |                        | 1 / 4                  |                        |
| 1985 | 3.º                    | 15 773                 | 17,1 / 100,0           | 3,8                    | 1 / 4                  | Estável                |
| 1987 | 3.º                    | 7 041                  | 7,6 / 100,0            | 9,5                    | 0 / 4                  | 1                      |
| 1991 | 3.º                    | 7 452                  | 8,2 / 100,0            | 0,6                    | 0 / 4                  | Estável                |
| 1995 | 3.º                    | 8 493                  | 9,4 / 100,0            | 1,2                    | 0 / 4                  | Estável                |
| 1999 | 3.º                    | 7 131                  | 8,7 / 100,0            | 0,7                    | 0 / 4                  | Estável                |
| 2002 | 3.º                    | 9 213                  | 10,9 / 100,0           | 2,2                    | 0 / 4                  | Estável                |
| 2005 | 3.º                    | 7 964                  | 9,7 / 100,0            | 1,2                    | 0 / 4                  | Estável                |
| 2009 | 3.º                    | 10 541                 | 12,6 / 100,0           | 2,9                    | 0 / 3                  | Estável                |
| 2011 | 3.º                    | 8 380                  | 11,1 / 100,0           | 1,5                    | 0 / 3                  | Estável                |
| 2015 | Portugal à Frente      | Portugal à Frente      | Portugal à Frente      | Portugal à Frente      | Portugal à Frente      | Portugal à Frente      |
| 2019 | 4.º                    | 2 831                  | 4,5 / 100,0            |                        | 0 / 3                  |                        |
| 2022 | 5.º                    | 1 368                  | 2,1 / 100,0            | 2,4                    | 0 / 3                  | Estável                |
| 2024 | Aliança Democrática    | Aliança Democrática    | Aliança Democrática    | Aliança Democrática    | Aliança Democrática    | Aliança Democrática    |
| 2025 | AD – Coligação PSD/CDS | AD – Coligação PSD/CDS | AD – Coligação PSD/CDS | AD – Coligação PSD/CDS | AD – Coligação PSD/CDS | AD – Coligação PSD/CDS |

##### Castelo Branco
| Data | Cl.                    | Votos                  | %                      | +/-                    | Deputados              | +/-                    |
| ---- | ---------------------- | ---------------------- | ---------------------- | ---------------------- | ---------------------- | ---------------------- |
| 1975 | 3.º                    | 9 743                  | 6,4 / 100,0            |                        | 0 / 6                  |                        |
| 1976 | 3.º                    | 28 257                 | 19,9 / 100,0           | 13,5                   | 2 / 7                  | 2                      |
| 1979 | Aliança Democrática    | Aliança Democrática    | Aliança Democrática    | Aliança Democrática    | Aliança Democrática    | Aliança Democrática    |
| 1980 | Aliança Democrática    | Aliança Democrática    | Aliança Democrática    | Aliança Democrática    | Aliança Democrática    | Aliança Democrática    |
| 1983 | 3.º                    | 18 264                 | 13,2 / 100,0           |                        | 1 / 6                  |                        |
| 1985 | 4.º                    | 13 555                 | 9,6 / 100,0            | 3,6                    | 0 / 6                  | 1                      |
| 1987 | 5.º                    | 6 396                  | 4,7 / 100,0            | 4,9                    | 0 / 6                  | Estável                |
| 1991 | 4.º                    | 5 269                  | 3,9 / 100,0            | 0,8                    | 0 / 5                  | Estável                |
| 1995 | 3.º                    | 9 863                  | 7,2 / 100,0            | 3,3                    | 0 / 5                  | Estável                |
| 1999 | 3.º                    | 7 660                  | 6,3 / 100,0            | 0,9                    | 0 / 5                  | Estável                |
| 2002 | 3.º                    | 8 491                  | 7,1 / 100,0            | 0,8                    | 0 / 5                  | Estável                |
| 2005 | 3.º                    | 6 590                  | 5,3 / 100,0            | 1,8                    | 0 / 5                  | Estável                |
| 2009 | 4.º                    | 9 839                  | 8,4 / 100,0            | 3,1                    | 0 / 4                  | Estável                |
| 2011 | 3.º                    | 10 535                 | 9,6 / 100,0            | 1,2                    | 0 / 4                  | Estável                |
| 2015 | Portugal à Frente      | Portugal à Frente      | Portugal à Frente      | Portugal à Frente      | Portugal à Frente      | Portugal à Frente      |
| 2019 | 5.º                    | 3 479                  | 3,7 / 100,0            |                        | 0 / 4                  |                        |
| 2022 | 7.º                    | 1 497                  | 1,6 / 100,0            | 2,1                    | 0 / 4                  | Estável                |
| 2024 | Aliança Democrática    | Aliança Democrática    | Aliança Democrática    | Aliança Democrática    | Aliança Democrática    | Aliança Democrática    |
| 2025 | AD – Coligação PSD/CDS | AD – Coligação PSD/CDS | AD – Coligação PSD/CDS | AD – Coligação PSD/CDS | AD – Coligação PSD/CDS | AD – Coligação PSD/CDS |

##### Coimbra
| Data | Cl.                    | Votos                  | %                      | +/-                    | Deputados              | +/-                    |
| ---- | ---------------------- | ---------------------- | ---------------------- | ---------------------- | ---------------------- | ---------------------- |
| 1975 | 4.º                    | 12 187                 | 4,6 / 100,0            |                        | 0 / 12                 |                        |
| 1976 | 3.º                    | 29 967                 | 12,5 / 100,0           | 7,9                    | 1 / 12                 | 1                      |
| 1979 | Aliança Democrática    | Aliança Democrática    | Aliança Democrática    | Aliança Democrática    | Aliança Democrática    | Aliança Democrática    |
| 1980 | Aliança Democrática    | Aliança Democrática    | Aliança Democrática    | Aliança Democrática    | Aliança Democrática    | Aliança Democrática    |
| 1983 | 4.º                    | 25 375                 | 10,2 / 100,0           |                        | 1 / 11                 |                        |
| 1985 | 5.º                    | 21 208                 | 8,6 / 100,0            | 1,6                    | 1 / 11                 | Estável                |
| 1987 | 4.º                    | 11 025                 | 4,5 / 100,0            | 4,1                    | 0 / 11                 | 1                      |
| 1991 | 4.º                    | 8 715                  | 3,5 / 100,0            | 1,0                    | 0 / 10                 | Estável                |
| 1995 | 3.º                    | 17 976                 | 7,1 / 100,0            | 3,6                    | 0 / 10                 | Estável                |
| 1999 | 4.º                    | 13 875                 | 6,0 / 100,0            | 1,1                    | 0 / 10                 | Estável                |
| 2002 | 3.º                    | 15 629                 | 6,7 / 100,0            | 0,7                    | 0 / 10                 | Estável                |
| 2005 | 5.º                    | 13 365                 | 5,5 / 100,0            | 1,2                    | 0 / 10                 | Estável                |
| 2009 | 4.º                    | 20 711                 | 8,7 / 100,0            | 3,2                    | 1 / 10                 | 1                      |
| 2011 | 3.º                    | 22 389                 | 9,9 / 100,0            | 1,2                    | 1 / 9                  | Estável                |
| 2015 | Portugal à Frente      | Portugal à Frente      | Portugal à Frente      | Portugal à Frente      | Portugal à Frente      | Portugal à Frente      |
| 2019 | 5.º                    | 7 103                  | 3,5 / 100,0            |                        | 0 / 9                  |                        |
| 2022 | 7.º                    | 3 244                  | 1,5 / 100,0            | 2,0                    | 0 / 9                  | Estável                |
| 2024 | Aliança Democrática    | Aliança Democrática    | Aliança Democrática    | Aliança Democrática    | Aliança Democrática    | Aliança Democrática    |
| 2025 | AD – Coligação PSD/CDS | AD – Coligação PSD/CDS | AD – Coligação PSD/CDS | AD – Coligação PSD/CDS | AD – Coligação PSD/CDS | AD – Coligação PSD/CDS |

##### Évora
| Data | Cl.                    | Votos                  | %                      | +/-                    | Deputados              | +/-                    |
| ---- | ---------------------- | ---------------------- | ---------------------- | ---------------------- | ---------------------- | ---------------------- |
| 1975 | 5.º                    | 3 586                  | 2,8 / 100,0            |                        | 0 / 5                  |                        |
| 1976 | 4.º                    | 9 645                  | 8,0 / 100,0            | 5,2                    | 0 / 6                  | Estável                |
| 1979 | Aliança Democrática    | Aliança Democrática    | Aliança Democrática    | Aliança Democrática    | Aliança Democrática    | Aliança Democrática    |
| 1980 | Aliança Democrática    | Aliança Democrática    | Aliança Democrática    | Aliança Democrática    | Aliança Democrática    | Aliança Democrática    |
| 1983 | 4.º                    | 5 395                  | 4,5 / 100,0            |                        | 0 / 5                  |                        |
| 1985 | 5.º                    | 3 890                  | 3,3 / 100,0            | 1,2                    | 0 / 5                  | Estável                |
| 1987 | 5.º                    | 2 316                  | 2,1 / 100,0            | 1,2                    | 0 / 4                  | Estável                |
| 1991 | 4.º                    | 2 953                  | 2,8 / 100,0            | 0,7                    | 0 / 4                  | Estável                |
| 1995 | 4.º                    | 5 453                  | 5,2 / 100,0            | 2,4                    | 0 / 4                  | Estável                |
| 1999 | 4.º                    | 4 683                  | 5,1 / 100,0            | 0,1                    | 0 / 4                  | Estável                |
| 2002 | 4.º                    | 4 171                  | 4,6 / 100,0            | 0,5                    | 0 / 3                  | Estável                |
| 2005 | 5.º                    | 3 594                  | 3,7 / 100,0            | 0,9                    | 0 / 3                  | Estável                |
| 2009 | 5.º                    | 5 858                  | 6,4 / 100,0            | 2,7                    | 0 / 3                  | Estável                |
| 2011 | 4.º                    | 7 513                  | 8,7 / 100,0            | 2,3                    | 0 / 3                  | Estável                |
| 2015 | Portugal à Frente      | Portugal à Frente      | Portugal à Frente      | Portugal à Frente      | Portugal à Frente      | Portugal à Frente      |
| 2019 | 5.º                    | 2 535                  | 3,4 / 100,0            |                        | 0 / 3                  |                        |
| 2022 | 7.º                    | 896                    | 1,1 / 100,0            | 2,3                    | 0 / 3                  | Estável                |
| 2024 | Aliança Democrática    | Aliança Democrática    | Aliança Democrática    | Aliança Democrática    | Aliança Democrática    | Aliança Democrática    |
| 2025 | AD – Coligação PSD/CDS | AD – Coligação PSD/CDS | AD – Coligação PSD/CDS | AD – Coligação PSD/CDS | AD – Coligação PSD/CDS | AD – Coligação PSD/CDS |

##### Faro
| Data | Cl.                    | Votos                  | %                      | +/-                    | Deputados              | +/-                    |
| ---- | ---------------------- | ---------------------- | ---------------------- | ---------------------- | ---------------------- | ---------------------- |
| 1975 | 5.º                    | 6 889                  | 3,4 / 100,0            |                        | 0 / 9                  |                        |
| 1976 | 4.º                    | 13 010                 | 6,8 / 100,0            | 3,4                    | 0 / 9                  | Estável                |
| 1979 | Aliança Democrática    | Aliança Democrática    | Aliança Democrática    | Aliança Democrática    | Aliança Democrática    | Aliança Democrática    |
| 1980 | Aliança Democrática    | Aliança Democrática    | Aliança Democrática    | Aliança Democrática    | Aliança Democrática    | Aliança Democrática    |
| 1983 | 4.º                    | 14 428                 | 7,4 / 100,0            |                        | 0 / 9                  |                        |
| 1985 | 5.º                    | 12 146                 | 6,1 / 100,0            | 1,3                    | 0 / 9                  | Estável                |
| 1987 | 5.º                    | 5 910                  | 3,1 / 100,0            | 3,0                    | 0 / 9                  | Estável                |
| 1991 | 4.º                    | 5 435                  | 2,8 / 100,0            | 0,3                    | 0 / 8                  | Estável                |
| 1995 | 3.º                    | 16 497                 | 8,3 / 100,0            | 5,5                    | 0 / 8                  | Estável                |
| 1999 | 4.º                    | 13 091                 | 7,3 / 100,0            | 1,0                    | 0 / 8                  | Estável                |
| 2002 | 3.º                    | 15 539                 | 8,3 / 100,0            | 1,0                    | 0 / 8                  | Estável                |
| 2005 | 5.º                    | 11 537                 | 5,8 / 100,0            | 2,5                    | 0 / 8                  | Estável                |
| 2009 | 4.º                    | 21 596                 | 10,7 / 100,0           | 4,9                    | 1 / 8                  | 1                      |
| 2011 | 3.º                    | 25 561                 | 12,7 / 100,0           | 2,0                    | 1 / 9                  | Estável                |
| 2015 | Portugal à Frente      | Portugal à Frente      | Portugal à Frente      | Portugal à Frente      | Portugal à Frente      | Portugal à Frente      |
| 2019 | 6.º                    | 6 578                  | 3,8 / 100,0            |                        | 0 / 9                  |                        |
| 2022 | 9.º                    | 2 109                  | 1,1 / 100,0            | 2,7                    | 0 / 9                  | Estável                |
| 2024 | Aliança Democrática    | Aliança Democrática    | Aliança Democrática    | Aliança Democrática    | Aliança Democrática    | Aliança Democrática    |
| 2025 | AD – Coligação PSD/CDS | AD – Coligação PSD/CDS | AD – Coligação PSD/CDS | AD – Coligação PSD/CDS | AD – Coligação PSD/CDS | AD – Coligação PSD/CDS |

##### Guarda
| Data | Cl.                    | Votos                  | %                      | +/-                    | Deputados              | +/-                    |
| ---- | ---------------------- | ---------------------- | ---------------------- | ---------------------- | ---------------------- | ---------------------- |
| 1975 | 3.º                    | 24 731                 | 19,5 / 100,0           |                        | 1 / 6                  |                        |
| 1976 | 1.º                    | 39 120                 | 32,1 / 100,0           | 12,6                   | 2 / 6                  | 1                      |
| 1979 | Aliança Democrática    | Aliança Democrática    | Aliança Democrática    | Aliança Democrática    | Aliança Democrática    | Aliança Democrática    |
| 1980 | Aliança Democrática    | Aliança Democrática    | Aliança Democrática    | Aliança Democrática    | Aliança Democrática    | Aliança Democrática    |
| 1983 | 3.º                    | 28 135                 | 23,8 / 100,0           |                        | 1 / 5                  |                        |
| 1985 | 3.º                    | 23 139                 | 19,5 / 100,0           | 4,1                    | 1 / 5                  | Estável                |
| 1987 | 3.º                    | 7 827                  | 6,6 / 100,0            | 12,9                   | 0 / 5                  | 1                      |
| 1991 | 3.º                    | 6 676                  | 5,9 / 100,0            | 0,7                    | 0 / 4                  | Estável                |
| 1995 | 3.º                    | 11 265                 | 9,9 / 100,0            | 4,0                    | 0 / 4                  | Estável                |
| 1999 | 3.º                    | 10 014                 | 9,8 / 100,0            | 0,1                    | 0 / 4                  | Estável                |
| 2002 | 3.º                    | 9 657                  | 9,6 / 100,0            | 0,2                    | 0 / 4                  | Estável                |
| 2005 | 3.º                    | 7 035                  | 7,0 / 100,0            | 2,6                    | 0 / 4                  | Estável                |
| 2009 | 3.º                    | 11 433                 | 11,2 / 100,0           | 4,2                    | 0 / 4                  | Estável                |
| 2011 | 3.º                    | 10 436                 | 11,2 / 100,0           | Estável                | 0 / 4                  | Estável                |
| 2015 | Portugal à Frente      | Portugal à Frente      | Portugal à Frente      | Portugal à Frente      | Portugal à Frente      | Portugal à Frente      |
| 2019 | 4.º                    | 3 823                  | 5,0 / 100,0            |                        | 0 / 3                  |                        |
| 2022 | 5.º                    | 1 699                  | 2,2 / 100,0            | 2,8                    | 0 / 3                  | Estável                |
| 2024 | Aliança Democrática    | Aliança Democrática    | Aliança Democrática    | Aliança Democrática    | Aliança Democrática    | Aliança Democrática    |
| 2025 | AD – Coligação PSD/CDS | AD – Coligação PSD/CDS | AD – Coligação PSD/CDS | AD – Coligação PSD/CDS | AD – Coligação PSD/CDS | AD – Coligação PSD/CDS |

##### Leiria
| Data | Cl.                    | Votos                  | %                      | +/-                    | Deputados              | +/-                    |
| ---- | ---------------------- | ---------------------- | ---------------------- | ---------------------- | ---------------------- | ---------------------- |
| 1975 | 3.º                    | 16 322                 | 6,8 / 100,0            |                        | 1 / 11                 |                        |
| 1976 | 3.º                    | 43 213                 | 19,4 / 100,0           | 12,6                   | 2 / 11                 | 1                      |
| 1979 | Aliança Democrática    | Aliança Democrática    | Aliança Democrática    | Aliança Democrática    | Aliança Democrática    | Aliança Democrática    |
| 1980 | Aliança Democrática    | Aliança Democrática    | Aliança Democrática    | Aliança Democrática    | Aliança Democrática    | Aliança Democrática    |
| 1983 | 3.º                    | 38 556                 | 16,2 / 100,0           |                        | 2 / 11                 |                        |
| 1985 | 4.º                    | 29 332                 | 12,2 / 100,0           | 4,0                    | 1 / 11                 | 1                      |
| 1987 | 3.º                    | 14 608                 | 6,0 / 100,0            | 6,2                    | 0 / 11                 | 1                      |
| 1991 | 3.º                    | 11 527                 | 4,8 / 100,0            | 1,2                    | 0 / 10                 | Estável                |
| 1995 | 3.º                    | 27 863                 | 11,4 / 100,0           | 6,6                    | 1 / 10                 | 1                      |
| 1999 | 3.º                    | 23 099                 | 9,9 / 100,0            | 1,5                    | 1 / 10                 | Estável                |
| 2002 | 3.º                    | 23 460                 | 9,8 / 100,0            | 0,1                    | 1 / 10                 | Estável                |
| 2005 | 3.º                    | 22 043                 | 8,9 / 100,0            | 0,9                    | 1 / 10                 | Estável                |
| 2009 | 3.º                    | 31 260                 | 12,6 / 100,0           | 3,7                    | 1 / 10                 | Estável                |
| 2011 | 3.º                    | 31 819                 | 12,8 / 100,0           | 0,1                    | 1 / 10                 | Estável                |
| 2015 | Portugal à Frente      | Portugal à Frente      | Portugal à Frente      | Portugal à Frente      | Portugal à Frente      | Portugal à Frente      |
| 2019 | 4.º                    | 11 905                 | 5,3 / 100,0            |                        | 0 / 10                 |                        |
| 2022 | 7.º                    | 4 834                  | 2,1 / 100,0            | 3,2                    | 0 / 10                 | Estável                |
| 2024 | Aliança Democrática    | Aliança Democrática    | Aliança Democrática    | Aliança Democrática    | Aliança Democrática    | Aliança Democrática    |
| 2025 | AD – Coligação PSD/CDS | AD – Coligação PSD/CDS | AD – Coligação PSD/CDS | AD – Coligação PSD/CDS | AD – Coligação PSD/CDS | AD – Coligação PSD/CDS |

##### Lisboa
| Data | Cl.                    | Votos                  | %                      | +/-                    | Deputados              | +/-                    |
| ---- | ---------------------- | ---------------------- | ---------------------- | ---------------------- | ---------------------- | ---------------------- |
| 1975 | 4.º                    | 60 691                 | 4,8 / 100,0            |                        | 3 / 55                 |                        |
| 1976 | 4.º                    | 157 554                | 13,2 / 100,0           | 8,4                    | 8 / 58                 | 5                      |
| 1979 | Aliança Democrática    | Aliança Democrática    | Aliança Democrática    | Aliança Democrática    | Aliança Democrática    | Aliança Democrática    |
| 1980 | Aliança Democrática    | Aliança Democrática    | Aliança Democrática    | Aliança Democrática    | Aliança Democrática    | Aliança Democrática    |
| 1983 | 4.º                    | 148 379                | 11,7 / 100,0           |                        | 7 / 56                 |                        |
| 1985 | 5.º                    | 104 010                | 8,1 / 100,0            | 3,6                    | 4 / 56                 | 3                      |
| 1987 | 5.º                    | 45 465                 | 3,7 / 100,0            | 4,4                    | 2 / 56                 | 2                      |
| 1991 | 4.º                    | 49 194                 | 4,0 / 100,0            | 0,3                    | 2 / 50                 | Estável                |
| 1995 | 4.º                    | 118 547                | 9,4 / 100,0            | 5,4                    | 5 / 50                 | 3                      |
| 1999 | 4.º                    | 97 028                 | 8,5 / 100,0            | 0,9                    | 4 / 49                 | 1                      |
| 2002 | 4.º                    | 96 543                 | 8,5 / 100,0            | Estável                | 4 / 48                 | Estável                |
| 2005 | 5.º                    | 97 659                 | 8,2 / 100,0            | 0,3                    | 4 / 48                 | Estável                |
| 2009 | 3.º                    | 126 088                | 11,0 / 100,0           | 2,8                    | 5 / 47                 | 1                      |
| 2011 | 3.º                    | 161 227                | 13,8 / 100,0           | 2,8                    | 7 / 47                 | 2                      |
| 2015 | Portugal à Frente      | Portugal à Frente      | Portugal à Frente      | Portugal à Frente      | Portugal à Frente      | Portugal à Frente      |
| 2019 | 6.º                    | 48 502                 | 4,4 / 100,0            |                        | 2 / 48                 |                        |
| 2022 | 9.º                    | 19 524                 | 1,7 / 100,0            | 2,7                    | 0 / 48                 | 2                      |
| 2024 | Aliança Democrática    | Aliança Democrática    | Aliança Democrática    | Aliança Democrática    | Aliança Democrática    | Aliança Democrática    |
| 2025 | AD – Coligação PSD/CDS | AD – Coligação PSD/CDS | AD – Coligação PSD/CDS | AD – Coligação PSD/CDS | AD – Coligação PSD/CDS | AD – Coligação PSD/CDS |

##### Madeira
| Data | Cl.                    | Votos                  | %                      | +/-                    | Deputados              | +/-                    |
| ---- | ---------------------- | ---------------------- | ---------------------- | ---------------------- | ---------------------- | ---------------------- |
| 1975 | 3.º                    | 12 669                 | 10,0 / 100,0           |                        | 0 / 6                  |                        |
| 1976 | 3.º                    | 15 310                 | 13,3 / 100,0           | 3,3                    | 1 / 6                  | 1                      |
| 1979 | 3.º                    | 14 005                 | 11,0 / 100,0           | 2,3                    | 0 / 5                  | Estável                |
| 1980 | 3.º                    | 8 298                  | 6,7 / 100,0            | 4,3                    | 0 / 5                  | Estável                |
| 1983 | 3.º                    | 9 734                  | 8,2 / 100,0            | 1,5                    | 0 / 5                  | Estável                |
| 1985 | 4.º                    | 9 463                  | 7,8 / 100,0            | 0,4                    | 0 / 5                  | Estável                |
| 1987 | 3.º                    | 6 200                  | 5,2 / 100,0            | 2,6                    | 0 / 5                  | Estável                |
| 1991 | 3.º                    | 7 602                  | 6,1 / 100,0            | 0,9                    | 0 / 5                  | Estável                |
| 1995 | 3.º                    | 17 157                 | 12,9 / 100,0           | 6,8                    | 0 / 5                  | Estável                |
| 1999 | 3.º                    | 13 209                 | 10,9 / 100,0           | 2,0                    | 0 / 5                  | Estável                |
| 2002 | 3.º                    | 15 185                 | 12,1 / 100,0           | 2,2                    | 0 / 5                  | Estável                |
| 2005 | 3.º                    | 9 215                  | 6,6 / 100,0            | 5,5                    | 0 / 6                  | Estável                |
| 2009 | 3.º                    | 15 244                 | 11,1 / 100,0           | 4,5                    | 1 / 6                  | 1                      |
| 2011 | 3.º                    | 19 101                 | 13,7 / 100,0           | 2,6                    | 1 / 6                  | Estável                |
| 2015 | 5.º                    | 7 536                  | 6,0 / 100,0            | 7,7                    | 0 / 6                  | 1                      |
| 2019 | 3.º                    | 7 852                  | 6,1 / 100,0            | 0,1                    | 0 / 6                  | Estável                |
| 2022 | Madeira Primeiro       | Madeira Primeiro       | Madeira Primeiro       | Madeira Primeiro       | Madeira Primeiro       | Madeira Primeiro       |
| 2024 | Madeira Primeiro       | Madeira Primeiro       | Madeira Primeiro       | Madeira Primeiro       | Madeira Primeiro       | Madeira Primeiro       |
| 2025 | AD – Coligação PSD/CDS | AD – Coligação PSD/CDS | AD – Coligação PSD/CDS | AD – Coligação PSD/CDS | AD – Coligação PSD/CDS | AD – Coligação PSD/CDS |

##### Portalegre
| Data | Cl.                    | Votos                  | %                      | +/-                    | Deputados              | +/-                    |
| ---- | ---------------------- | ---------------------- | ---------------------- | ---------------------- | ---------------------- | ---------------------- |
| 1975 | 5.º                    | 4 040                  | 4,0 / 100,0            |                        | 0 / 4                  |                        |
| 1976 | 3.º                    | 13 375                 | 13,9 / 100,0           | 9,9                    | 0 / 4                  | Estável                |
| 1979 | Aliança Democrática    | Aliança Democrática    | Aliança Democrática    | Aliança Democrática    | Aliança Democrática    | Aliança Democrática    |
| 1980 | Aliança Democrática    | Aliança Democrática    | Aliança Democrática    | Aliança Democrática    | Aliança Democrática    | Aliança Democrática    |
| 1983 | 4.º                    | 6 715                  | 7,5 / 100,0            |                        | 0 / 4                  |                        |
| 1985 | 5.º                    | 4 603                  | 4,9 / 100,0            | 2,6                    | 0 / 3                  | Estável                |
| 1987 | 5.º                    | 2 652                  | 3,1 / 100,0            | 1,8                    | 0 / 3                  | Estável                |
| 1991 | 4.º                    | 2 734                  | 3,3 / 100,0            | 0,2                    | 0 / 3                  | Estável                |
| 1995 | 4.º                    | 5 182                  | 6,3 / 100,0            | 3,0                    | 0 / 3                  | Estável                |
| 1999 | 4.º                    | 4 180                  | 5,9 / 100,0            | 0,4                    | 0 / 3                  | Estável                |
| 2002 | 4.º                    | 4 419                  | 6,5 / 100,0            | 0,6                    | 0 / 3                  | Estável                |
| 2005 | 5.º                    | 2 988                  | 4,2 / 100,0            | 2,3                    | 0 / 2                  | Estável                |
| 2009 | 5.º                    | 5 286                  | 8,0 / 100,0            | 3,8                    | 0 / 2                  | Estável                |
| 2011 | 4.º                    | 6 247                  | 10,1 / 100,0           | 2,1                    | 0 / 2                  | Estável                |
| 2015 | Portugal à Frente      | Portugal à Frente      | Portugal à Frente      | Portugal à Frente      | Portugal à Frente      | Portugal à Frente      |
| 2019 | 5.º                    | 1 961                  | 3,8 / 100,0            |                        | 0 / 2                  |                        |
| 2022 | 7.º                    | 635                    | 1,2 / 100,0            | 2,6                    | 0 / 2                  | Estável                |
| 2024 | Aliança Democrática    | Aliança Democrática    | Aliança Democrática    | Aliança Democrática    | Aliança Democrática    | Aliança Democrática    |
| 2025 | AD – Coligação PSD/CDS | AD – Coligação PSD/CDS | AD – Coligação PSD/CDS | AD – Coligação PSD/CDS | AD – Coligação PSD/CDS | AD – Coligação PSD/CDS |

##### Porto
| Data | Cl.                    | Votos                  | %                      | +/-                    | Deputados              | +/-                    |
| ---- | ---------------------- | ---------------------- | ---------------------- | ---------------------- | ---------------------- | ---------------------- |
| 1975 | 3.º                    | 74 685                 | 8,9 / 100,0            |                        | 3 / 36                 |                        |
| 1976 | 3.º                    | 129 732                | 15,7 / 100,0           | 6,8                    | 6 / 38                 | 3                      |
| 1979 | Aliança Democrática    | Aliança Democrática    | Aliança Democrática    | Aliança Democrática    | Aliança Democrática    | Aliança Democrática    |
| 1980 | Aliança Democrática    | Aliança Democrática    | Aliança Democrática    | Aliança Democrática    | Aliança Democrática    | Aliança Democrática    |
| 1983 | 4.º                    | 111 007                | 12,5 / 100,0           |                        | 5 / 38                 |                        |
| 1985 | 5.º                    | 89 976                 | 9,8 / 100,0            | 2,7                    | 4 / 39                 | 1                      |
| 1987 | 5.º                    | 36 997                 | 4,0 / 100,0            | 5,8                    | 1 / 39                 | 3                      |
| 1991 | 4.º                    | 38 882                 | 4,1 / 100,0            | 0,1                    | 1 / 37                 | Estável                |
| 1995 | 3.º                    | 77 602                 | 7,8 / 100,0            | 3,7                    | 3 / 37                 | 2                      |
| 1999 | 3.º                    | 68 951                 | 7,5 / 100,0            | 0,3                    | 3 / 37                 | Estável                |
| 2002 | 3.º                    | 79 034                 | 8,4 / 100,0            | 0,9                    | 3 / 38                 | Estável                |
| 2005 | 3.º                    | 68 824                 | 6,9 / 100,0            | 1,5                    | 2 / 38                 | 1                      |
| 2009 | 3.º                    | 93 831                 | 9,3 / 100,0            | 2,4                    | 4 / 39                 | 2                      |
| 2011 | 3.º                    | 99 338                 | 10,0 / 100,0           | 0,7                    | 4 / 39                 | Estável                |
| 2015 | Portugal à Frente      | Portugal à Frente      | Portugal à Frente      | Portugal à Frente      | Portugal à Frente      | Portugal à Frente      |
| 2019 | 6.º                    | 31 181                 | 3,3 / 100,0            |                        | 1 / 40                 |                        |
| 2022 | 8.º                    | 14 347                 | 1,5 / 100,0            | 1,8                    | 0 / 40                 | 1                      |
| 2024 | Aliança Democrática    | Aliança Democrática    | Aliança Democrática    | Aliança Democrática    | Aliança Democrática    | Aliança Democrática    |
| 2025 | AD – Coligação PSD/CDS | AD – Coligação PSD/CDS | AD – Coligação PSD/CDS | AD – Coligação PSD/CDS | AD – Coligação PSD/CDS | AD – Coligação PSD/CDS |

##### Santarém
| Data | Cl.                    | Votos                  | %                      | +/-                    | Deputados              | +/-                    |
| ---- | ---------------------- | ---------------------- | ---------------------- | ---------------------- | ---------------------- | ---------------------- |
| 1975 | 4.º                    | 12 748                 | 4,3 / 100,0            |                        | 0 / 13                 |                        |
| 1976 | 4.º                    | 37 699                 | 13,9 / 100,0           | 9,6                    | 2 / 13                 | 2                      |
| 1979 | Aliança Democrática    | Aliança Democrática    | Aliança Democrática    | Aliança Democrática    | Aliança Democrática    | Aliança Democrática    |
| 1980 | Aliança Democrática    | Aliança Democrática    | Aliança Democrática    | Aliança Democrática    | Aliança Democrática    | Aliança Democrática    |
| 1983 | 4.º                    | 27 310                 | 10,0 / 100,0           |                        | 1 / 12                 |                        |
| 1985 | 5.º                    | 21 369                 | 7,7 / 100,0            | 2,3                    | 1 / 12                 | Estável                |
| 1987 | 5.º                    | 9 674                  | 3,6 / 100,0            | 4,1                    | 0 / 12                 | 1                      |
| 1991 | 4.º                    | 8 823                  | 3,3 / 100,0            | 0,3                    | 0 / 10                 | Estável                |
| 1995 | 4.º                    | 23 466                 | 8,7 / 100,0            | 5,4                    | 1 / 10                 | 1                      |
| 1999 | 4.º                    | 19 560                 | 8,1 / 100,0            | 0,6                    | 1 / 10                 | Estável                |
| 2002 | 4.º                    | 20 410                 | 8,4 / 100,0            | 0,3                    | 1 / 10                 | Estável                |
| 2005 | 4.º                    | 17 607                 | 6,9 / 100,0            | 1,5                    | 0 / 10                 | 1                      |
| 2009 | 4.º                    | 27 660                 | 11,2 / 100,0           | 4,3                    | 1 / 10                 | 1                      |
| 2011 | 3.º                    | 29 196                 | 12,3 / 100,0           | 1,1                    | 1 / 10                 | Estável                |
| 2015 | Portugal à Frente      | Portugal à Frente      | Portugal à Frente      | Portugal à Frente      | Portugal à Frente      | Portugal à Frente      |
| 2019 | 5.º                    | 9 793                  | 4,7 / 100,0            |                        | 0 / 9                  |                        |
| 2022 | 7.º                    | 4 136                  | 1,9 / 100,0            | 2,8                    | 0 / 9                  | Estável                |
| 2024 | Aliança Democrática    | Aliança Democrática    | Aliança Democrática    | Aliança Democrática    | Aliança Democrática    | Aliança Democrática    |
| 2025 | AD – Coligação PSD/CDS | AD – Coligação PSD/CDS | AD – Coligação PSD/CDS | AD – Coligação PSD/CDS | AD – Coligação PSD/CDS | AD – Coligação PSD/CDS |

##### Setúbal
| Data | Cl.                    | Votos                  | %                      | +/-                    | Deputados              | +/-                    |
| ---- | ---------------------- | ---------------------- | ---------------------- | ---------------------- | ---------------------- | ---------------------- |
| 1975 | 6.º                    | 5 853                  | 1,6 / 100,0            |                        | 0 / 16                 |                        |
| 1976 | 4.º                    | 15 724                 | 4,4 / 100,0            | 2,8                    | 0 / 17                 | Estável                |
| 1979 | Aliança Democrática    | Aliança Democrática    | Aliança Democrática    | Aliança Democrática    | Aliança Democrática    | Aliança Democrática    |
| 1980 | Aliança Democrática    | Aliança Democrática    | Aliança Democrática    | Aliança Democrática    | Aliança Democrática    | Aliança Democrática    |
| 1983 | 4.º                    | 20 578                 | 5,1 / 100,0            |                        | 1 / 17                 |                        |
| 1985 | 5.º                    | 16 140                 | 3,8 / 100,0            | 1,3                    | 0 / 17                 | 1                      |
| 1987 | 5.º                    | 7 401                  | 1,9 / 100,0            | 1,9                    | 0 / 17                 | Estável                |
| 1991 | 4.º                    | 10 903                 | 2,7 / 100,0            | 0,8                    | 0 / 16                 | Estável                |
| 1995 | 4.º                    | 31 261                 | 7,2 / 100,0            | 4,5                    | 1 / 17                 | 1                      |
| 1999 | 4.º                    | 21 983                 | 5,6 / 100,0            | 1,6                    | 1 / 17                 | Estável                |
| 2002 | 4.º                    | 27 216                 | 6,9 / 100,0            | 1,3                    | 1 / 17                 | Estável                |
| 2005 | 5.º                    | 21 683                 | 5,1 / 100,0            | 1,8                    | 1 / 17                 | Estável                |
| 2009 | 5.º                    | 38 378                 | 9,2 / 100,0            | 4,1                    | 1 / 17                 | Estável                |
| 2011 | 4.º                    | 50 660                 | 12,0 / 100,0           | 2,8                    | 2 / 17                 | 1                      |
| 2015 | Portugal à Frente      | Portugal à Frente      | Portugal à Frente      | Portugal à Frente      | Portugal à Frente      | Portugal à Frente      |
| 2019 | 6.º                    | 11 703                 | 3,0 / 100,0            |                        | 0 / 18                 |                        |
| 2022 | 9.º                    | 4 869                  | 1,1 / 100,0            | 1,9                    | 0 / 18                 | Estável                |
| 2024 | Aliança Democrática    | Aliança Democrática    | Aliança Democrática    | Aliança Democrática    | Aliança Democrática    | Aliança Democrática    |
| 2025 | AD – Coligação PSD/CDS | AD – Coligação PSD/CDS | AD – Coligação PSD/CDS | AD – Coligação PSD/CDS | AD – Coligação PSD/CDS | AD – Coligação PSD/CDS |

##### Viana do Castelo
| Data | Cl.                    | Votos                  | %                      | +/-                    | Deputados              | +/-                    |
| ---- | ---------------------- | ---------------------- | ---------------------- | ---------------------- | ---------------------- | ---------------------- |
| 1975 | 3.º                    | 20 313                 | 14,5 / 100,0           |                        | 1 / 6                  |                        |
| 1976 | 3.º                    | 30 437                 | 23,5 / 100,0           | 9,0                    | 2 / 7                  | 1                      |
| 1979 | Aliança Democrática    | Aliança Democrática    | Aliança Democrática    | Aliança Democrática    | Aliança Democrática    | Aliança Democrática    |
| 1980 | Aliança Democrática    | Aliança Democrática    | Aliança Democrática    | Aliança Democrática    | Aliança Democrática    | Aliança Democrática    |
| 1983 | 3.º                    | 25 291                 | 18,4 / 100,0           |                        | 1 / 6                  |                        |
| 1985 | 3.º                    | 23 368                 | 16,6 / 100,0           | 1,8                    | 1 / 6                  | Estável                |
| 1987 | 3.º                    | 10 727                 | 7,7 / 100,0            | 8,9                    | 0 / 6                  | 1                      |
| 1991 | 3.º                    | 10 081                 | 7,2 / 100,0            | 0,5                    | 0 / 6                  | Estável                |
| 1995 | 3.º                    | 16 328                 | 11,3 / 100,0           | 4,1                    | 0 / 6                  | Estável                |
| 1999 | 3.º                    | 19 249                 | 14,0 / 100,0           | 2,7                    | 1 / 6                  | 1                      |
| 2002 | 3.º                    | 14 283                 | 10,3 / 100,0           | 3,7                    | 0 / 6                  | 1                      |
| 2005 | 3.º                    | 16 205                 | 11,4 / 100,0           | 1,1                    | 1 / 6                  | 1                      |
| 2009 | 3.º                    | 19 246                 | 13,6 / 100,0           | 2,2                    | 1 / 6                  | Estável                |
| 2011 | 3.º                    | 18 129                 | 13,4 / 100,0           | 0,2                    | 1 / 6                  | Estável                |
| 2015 | Portugal à Frente      | Portugal à Frente      | Portugal à Frente      | Portugal à Frente      | Portugal à Frente      | Portugal à Frente      |
| 2019 | 4.º                    | 7 576                  | 6,2 / 100,0            |                        | 0 / 6                  |                        |
| 2022 | 5.º                    | 4 272                  | 3,4 / 100,0            | 2,8                    | 0 / 6                  | Estável                |
| 2024 | Aliança Democrática    | Aliança Democrática    | Aliança Democrática    | Aliança Democrática    | Aliança Democrática    | Aliança Democrática    |
| 2025 | AD – Coligação PSD/CDS | AD – Coligação PSD/CDS | AD – Coligação PSD/CDS | AD – Coligação PSD/CDS | AD – Coligação PSD/CDS | AD – Coligação PSD/CDS |

##### Vila Real
| Data | Cl.                    | Votos                  | %                      | +/-                    | Deputados              | +/-                    |
| ---- | ---------------------- | ---------------------- | ---------------------- | ---------------------- | ---------------------- | ---------------------- |
| 1975 | 3.º                    | 10 065                 | 7,2 / 100,0            |                        | 0 / 6                  |                        |
| 1976 | 3.º                    | 23 808                 | 18,3 / 100,0           | 11,1                   | 1 / 7                  | 1                      |
| 1979 | Aliança Democrática    | Aliança Democrática    | Aliança Democrática    | Aliança Democrática    | Aliança Democrática    | Aliança Democrática    |
| 1980 | Aliança Democrática    | Aliança Democrática    | Aliança Democrática    | Aliança Democrática    | Aliança Democrática    | Aliança Democrática    |
| 1983 | 3.º                    | 25 291                 | 18,4 / 100,0           |                        | 1 / 6                  |                        |
| 1985 | 3.º                    | 16 375                 | 12,5 / 100,0           | 5,9                    | 1 / 6                  | Estável                |
| 1987 | 3.º                    | 6 741                  | 5,0 / 100,0            | 7,5                    | 0 / 6                  | 1                      |
| 1991 | 3.º                    | 6 692                  | 5,1 / 100,0            | 0,1                    | 0 / 6                  | Estável                |
| 1995 | 3.º                    | 10 420                 | 7,8 / 100,0            | 2,7                    | 0 / 5                  | Estável                |
| 1999 | 3.º                    | 8 507                  | 6,8 / 100,0            | 1,0                    | 0 / 5                  | Estável                |
| 2002 | 3.º                    | 10 225                 | 8,1 / 100,0            | 1,3                    | 0 / 5                  | Estável                |
| 2005 | 3.º                    | 8 509                  | 6,8 / 100,0            | 1,3                    | 0 / 5                  | Estável                |
| 2009 | 3.º                    | 12 761                 | 10,1 / 100,0           | 3,3                    | 0 / 5                  | Estável                |
| 2011 | 3.º                    | 10 373                 | 8,7 / 100,0            | 1,4                    | 0 / 5                  | Estável                |
| 2015 | Portugal à Frente      | Portugal à Frente      | Portugal à Frente      | Portugal à Frente      | Portugal à Frente      | Portugal à Frente      |
| 2019 | 4.º                    | 4 510                  | 4,5 / 100,0            |                        | 0 / 5                  |                        |
| 2022 | 7.º                    | 1 667                  | 1,6 / 100,0            | 2,9                    | 0 / 5                  | Estável                |
| 2024 | Aliança Democrática    | Aliança Democrática    | Aliança Democrática    | Aliança Democrática    | Aliança Democrática    | Aliança Democrática    |
| 2025 | AD – Coligação PSD/CDS | AD – Coligação PSD/CDS | AD – Coligação PSD/CDS | AD – Coligação PSD/CDS | AD – Coligação PSD/CDS | AD – Coligação PSD/CDS |

##### Viseu
| Data | Cl.                    | Votos                  | %                      | +/-                    | Deputados              | +/-                    |
| ---- | ---------------------- | ---------------------- | ---------------------- | ---------------------- | ---------------------- | ---------------------- |
| 1975 | 3.º                    | 40 422                 | 17,2 / 100,0           |                        | 2 / 10                 |                        |
| 1976 | 2.º                    | 67 864                 | 31,2 / 100,0           | 14,0                   | 4 / 11                 | 2                      |
| 1979 | Aliança Democrática    | Aliança Democrática    | Aliança Democrática    | Aliança Democrática    | Aliança Democrática    | Aliança Democrática    |
| 1980 | Aliança Democrática    | Aliança Democrática    | Aliança Democrática    | Aliança Democrática    | Aliança Democrática    | Aliança Democrática    |
| 1983 | 3.º                    | 46 015                 | 20,7 / 100,0           |                        | 2 / 10                 |                        |
| 1985 | 3.º                    | 44 257                 | 19,9 / 100,0           | 0,8                    | 2 / 10                 | Estável                |
| 1987 | 3.º                    | 15 852                 | 7,0 / 100,0            | 12,9                   | 0 / 10                 | 2                      |
| 1991 | 3.º                    | 13 697                 | 6,3 / 100,0            | 0,7                    | 0 / 9                  | Estável                |
| 1995 | 3.º                    | 24 904                 | 11,5 / 100,0           | 5,2                    | 1 / 9                  | 1                      |
| 1999 | 3.º                    | 21 300                 | 10,5 / 100,0           | 1,0                    | 1 / 9                  | Estável                |
| 2002 | 3.º                    | 22 374                 | 10,6 / 100,0           | 0,1                    | 1 / 9                  | Estável                |
| 2005 | 3.º                    | 18 477                 | 8,6 / 100,0            | 2,0                    | 1 / 9                  | Estável                |
| 2009 | 3.º                    | 28 867                 | 13,4 / 100,0           | 4,8                    | 1 / 9                  | Estável                |
| 2011 | 3.º                    | 25 090                 | 12,4 / 100,0           | 1,0                    | 1 / 9                  | Estável                |
| 2015 | Portugal à Frente      | Portugal à Frente      | Portugal à Frente      | Portugal à Frente      | Portugal à Frente      | Portugal à Frente      |
| 2019 | 4.º                    | 10 462                 | 5,9 / 100,0            |                        | 0 / 8                  |                        |
| 2022 | 6.º                    | 3 788                  | 2,1 / 100,0            | 3,8                    | 0 / 8                  | Estável                |
| 2024 | Aliança Democrática    | Aliança Democrática    | Aliança Democrática    | Aliança Democrática    | Aliança Democrática    | Aliança Democrática    |
| 2025 | AD – Coligação PSD/CDS | AD – Coligação PSD/CDS | AD – Coligação PSD/CDS | AD – Coligação PSD/CDS | AD – Coligação PSD/CDS | AD – Coligação PSD/CDS |

##### Europa
| Data | Cl.                    | Votos                  | %                      | +/-                    | Deputados              | +/-                    |
| ---- | ---------------------- | ---------------------- | ---------------------- | ---------------------- | ---------------------- | ---------------------- |
| 1976 | 4.º                    | 3 555                  | 6,9 / 100,0            |                        | 0 / 2                  |                        |
| 1979 | Aliança Democrática    | Aliança Democrática    | Aliança Democrática    | Aliança Democrática    | Aliança Democrática    | Aliança Democrática    |
| 1980 | Aliança Democrática    | Aliança Democrática    | Aliança Democrática    | Aliança Democrática    | Aliança Democrática    | Aliança Democrática    |
| 1983 | 4.º                    | 3 955                  | 11,1 / 100,0           |                        | 0 / 2                  |                        |
| 1985 | 4.º                    | 4 074                  | 17,3 / 100,0           | 6,2                    | 0 / 2                  | Estável                |
| 1987 | 4.º                    | 1 278                  | 6,6 / 100,0            | 10,7                   | 0 / 2                  | Estável                |
| 1991 | 4.º                    | 894                    | 3,0 / 100,0            | 3,6                    | 0 / 2                  | Estável                |
| 1995 | 4.º                    | 1 143                  | 4,4 / 100,0            | 1,4                    | 0 / 2                  | Estável                |
| 1999 | 4.º                    | 829                    | 3,2 / 100,0            | 1,2                    | 0 / 2                  | Estável                |
| 2002 | 3.º                    | 1 179                  | 5,0 / 100,0            | 1,8                    | 0 / 2                  | Estável                |
| 2005 | 4.º                    | 794                    | 3,4 / 100,0            | 1,6                    | 0 / 2                  | Estável                |
| 2009 | 4.º                    | 785                    | 4,7 / 100,0            | 1,3                    | 0 / 2                  | Estável                |
| 2011 | 3.º                    | 993                    | 5,5 / 100,0            | 0,8                    | 0 / 2                  | Estável                |
| 2015 | Portugal à Frente      | Portugal à Frente      | Portugal à Frente      | Portugal à Frente      | Portugal à Frente      | Portugal à Frente      |
| 2019 | 5.º                    | 5 296                  | 3,0 / 100,0            |                        | 0 / 2                  |                        |
| 2022 | 9.º                    | 1 155                  | 1,1 / 100,0            | 1,9                    | 0 / 2                  | Estável                |
| 2024 | Aliança Democrática    | Aliança Democrática    | Aliança Democrática    | Aliança Democrática    | Aliança Democrática    | Aliança Democrática    |
| 2025 | AD – Coligação PSD/CDS | AD – Coligação PSD/CDS | AD – Coligação PSD/CDS | AD – Coligação PSD/CDS | AD – Coligação PSD/CDS | AD – Coligação PSD/CDS |

##### Fora da Europa
| Data | Cl.                    | Votos                  | %                      | +/-                    | Deputados              | +/-                    |
| ---- | ---------------------- | ---------------------- | ---------------------- | ---------------------- | ---------------------- | ---------------------- |
| 1976 | 2.º                    | 13 483                 | 33,7 / 100,0           |                        | 1 / 2                  |                        |
| 1979 | Aliança Democrática    | Aliança Democrática    | Aliança Democrática    | Aliança Democrática    | Aliança Democrática    | Aliança Democrática    |
| 1980 | Aliança Democrática    | Aliança Democrática    | Aliança Democrática    | Aliança Democrática    | Aliança Democrática    | Aliança Democrática    |
| 1983 | 2.º                    | 16 511                 | 34,1 / 100,0           |                        | 1 / 2                  |                        |
| 1985 | 2.º                    | 12 829                 | 37,9 / 100,0           | 3,8                    | 1 / 2                  | Estável                |
| 1987 | 2.º                    | 6 089                  | 19,9 / 100,0           | 18,0                   | 0 / 2                  | 1                      |
| 1991 | 2.º                    | 4 613                  | 14,6 / 100,0           | 5,3                    | 0 / 2                  | Estável                |
| 1995 | 3.º                    | 771                    | 3,8 / 100,0            | 10,8                   | 0 / 2                  | Estável                |
| 1999 | 3.º                    | 593                    | 3,5 / 100,0            | 0,3                    | 0 / 2                  | Estável                |
| 2002 | 3.º                    | 533                    | 3,4 / 100,0            | 0,1                    | 0 / 2                  | Estável                |
| 2005 | 3.º                    | 470                    | 3,5 / 100,0            | 0,1                    | 0 / 2                  | Estável                |
| 2009 | 3.º                    | 274                    | 3,2 / 100,0            | 0,3                    | 0 / 2                  | Estável                |
| 2011 | 3.º                    | 615                    | 4,1 / 100,0            | 0,9                    | 0 / 2                  | Estável                |
| 2015 | Portugal à Frente      | Portugal à Frente      | Portugal à Frente      | Portugal à Frente      | Portugal à Frente      | Portugal à Frente      |
| 2019 | 4.º                    | 2 141                  | 4,3 / 100,0            |                        | 0 / 2                  |                        |
| 2022 | 7.º                    | 1 381                  | 2,1 / 100,0            | 2,2                    | 0 / 2                  | Estável                |
| 2024 | Aliança Democrática    | Aliança Democrática    | Aliança Democrática    | Aliança Democrática    | Aliança Democrática    | Aliança Democrática    |
| 2025 | AD – Coligação PSD/CDS | AD – Coligação PSD/CDS | AD – Coligação PSD/CDS | AD – Coligação PSD/CDS | AD – Coligação PSD/CDS | AD – Coligação PSD/CDS |

### Eleições europeias
| Data | Cabeça de Lista       | Cl.                 | Votos               | %                   | +/-                 | Deputados | +/-     | Coligação |
| ---- | --------------------- | ------------------- | ------------------- | ------------------- | ------------------- | --------- | ------- | --------- |
| 1987 | Francisco Lucas Pires | 3.º                 | 868 718             | 15,40 / 100,00      |                     | 4 / 24    |         | -         |
| 1989 | Francisco Lucas Pires | 4.º                 | 587 497             | 14,16 / 100,00      | 1,24                | 3 / 24    | 1       | -         |
| 1994 | Manuel Monteiro       | 3.º                 | 379 044             | 12,45 / 100,00      | 1,71                | 3 / 25    | Estável | -         |
| 1999 | Paulo Portas          | 4.º                 | 283 067             | 8,16 / 100,00       | 4,29                | 2 / 24    | 1       | -         |
| 2004 | João de Deus Pinheiro | Força Portugal      | Força Portugal      | Força Portugal      | Força Portugal      | 2 / 24    | Estável | -         |
| 2009 | Nuno Melo             | 5.º                 | 298 423             | 8,36 / 100,00       | Aumento             | 2 / 21    | Estável | -         |
| 2014 | Paulo Rangel          | Aliança Portugal    | Aliança Portugal    | Aliança Portugal    | Aliança Portugal    | 1 / 21    | 1       | -         |
| 2019 | Nuno Melo             | 5.º                 | 205 048             | 6,19 / 100,00       | Baixa               | 1 / 21    | Estável | -         |
| 2024 | Sebastião Bugalho     | Aliança Democrática | Aliança Democrática | Aliança Democrática | Aliança Democrática | 1 / 21    | Estável |           |

### Eleições presidenciais
| Data | Candidato apoiado        | 1.ª Volta                | 1.ª Volta                | 1.ª Volta                | 2.ª Volta                | 2.ª Volta                | 2.ª Volta                |
| Data | Candidato apoiado        | Cl.                      | Votos                    | %                        | Cl.                      | Votos                    | %                        |
| ---- | ------------------------ | ------------------------ | ------------------------ | ------------------------ | ------------------------ | ------------------------ | ------------------------ |
| 1976 | Ramalho Eanes            | 1.º                      | 2 967 137                | 61,59 / 100,00           |                          |                          |                          |
| 1980 | Soares Carneiro          | 2.º                      | 2 325 481                | 40,23 / 100,00           |                          |                          |                          |
| 1986 | Freitas do Amaral        | 1.º                      | 2 629 597                | 46,31 / 100,00           | 2.º                      | 2 872 064                | 48,82 / 100,00           |
| 1991 | Basílio Horta            | 2.º                      | 696 379                  | 14,16 / 100,00           |                          |                          |                          |
| 1996 | Nenhum candidato apoiado | Nenhum candidato apoiado | Nenhum candidato apoiado | Nenhum candidato apoiado | Nenhum candidato apoiado | Nenhum candidato apoiado | Nenhum candidato apoiado |
| 2001 | Ferreira do Amaral       | 2.º                      | 1 498 948                | 34,68 / 100,00           |                          |                          |                          |
| 2006 | Cavaco Silva             | 1.º                      | 2 773 431                | 50,54 / 100,00           |                          |                          |                          |
| 2011 | Cavaco Silva             | 1.º                      | 2 231 956                | 52,95 / 100,00           |                          |                          |                          |
| 2016 | Marcelo Rebelo de Sousa  | 1.º                      | 2 410 286                | 52,00 / 100,00           |                          |                          |                          |
| 2021 | Marcelo Rebelo de Sousa  | 1.º                      | 2 533 799                | 60,70 / 100,00           |                          |                          |                          |

### Eleições autárquicas(os resultados apresentados excluem os resultados de coligações que envolvem o partido)

#### Câmaras e Vereadores Municipais
| Data | Cl.  | Votos   | %              | +/-  | Presidente CM | +/-     | Vereadores  | +/- |
| ---- | ---- | ------- | -------------- | ---- | ------------- | ------- | ----------- | --- |
| 1976 | 4.º  | 692 869 | 16,61 / 100,00 |      | 36 / 304      |         | 317 / 1 908 |     |
| 1979 | 5.º  | 344 902 | 6,92 / 100,00  | 9,69 | 20 / 305      | 16      | 156 / 1 900 | 161 |
| 1982 | 5.º  | 386 527 | 7,53 / 100,00  | 0,61 | 27 / 305      | 7       | 185 / 1 913 | 29  |
| 1985 | 4.º  | 471 591 | 9,72 / 100,00  | 2,19 | 27 / 305      | Estável | 222 / 1 975 | 37  |
| 1989 | 4.º  | 451 163 | 9,12 / 100,00  | 0,60 | 20 / 305      | 7       | 179 / 1 997 | 43  |
| 1993 | 4.º  | 455 357 | 8,42 / 100,00  | 0,70 | 13 / 305      | 7       | 133 / 2 006 | 46  |
| 1997 | 4.º  | 302 763 | 5,65 / 100,00  | 2,77 | 8 / 305       | 5       | 83 / 2 021  | 50  |
| 2001 | 5.º  | 195 994 | 3,73 / 100,00  | 1,92 | 3 / 308       | 5       | 39 / 2 044  | 44  |
| 2005 | 5.º  | 165 697 | 3,07 / 100,00  | 0,66 | 1 / 308       | 2       | 30 / 2 046  | 9   |
| 2009 | 6.º  | 171 049 | 3,09 / 100,00  | 0,02 | 1 / 308       | Estável | 31 / 2 078  | 1   |
| 2013 | 6.º  | 152 073 | 3,04 / 100,00  | 0,05 | 5 / 308       | 4       | 47 / 2 086  | 16  |
| 2017 | 7.º  | 134 311 | 2,59 / 100,00  | 0,45 | 6 / 308       | 1       | 41 / 2 074  | 6   |
| 2021 | 10.º | 77069   | 1,50 / 100,00  | 1,09 | 6 / 308       | Estável | 31 / 2 074  | 10  |

#### Assembleias Municipais
| Data | Cl. | Votos   | %              | +/-   | Deputados     | +/- |
| ---- | --- | ------- | -------------- | ----- | ------------- | --- |
| 1976 | 4.º | 685 574 | 17,24 / 100,00 |       | 1 053 / 5 135 |     |
| 1979 | 5.º | 308 721 | 7,04 / 100,00  | 10,20 | 832 / 9 703   | 221 |
| 1982 | 5.º | 379 833 | 7,81 / 100,00  | 0,77  | 1 003 / 9 897 | 171 |
| 1985 | 4.º | 761 855 | 16,73 / 100,00 | 8,92  | 1 015 / 6 672 | 12  |
| 1989 | 4.º | 443 731 | 9,35 / 100,00  | 7,38  | 712 / 6 753   | 303 |
| 1993 | 4.º | 445 065 | 8,23 / 100,00  | 1,12  | 556 / 6 769   | 156 |
| 1997 | 4.º | 395 209 | 7,37 / 100,00  | 0,86  | 437 / 6 807   | 119 |
| 2001 | 5.º | 226 774 | 4,32 / 100,00  | 3,05  | 253 / 6 876   | 184 |
| 2005 | 6.º | 175 943 | 3,26 / 100,00  | 1,06  | 190 / 6 695   | 63  |
| 2009 | 7.º | 195 365 | 3,54 / 100,00  | 0,28  | 253 / 6 946   | 63  |
| 2013 | 6.º | 159 921 | 3,20 / 100,00  | 0,34  | 224 / 6 487   | 29  |
| 2017 | 7.º | 138 720 | 2,68 / 100,00  | 0,52  | 184 / 6 461   | 40  |
| 2021 | 9.º | 77 069  | 1,54 / 100,00  | 1,14  | 118 / 6 461   | 66  |

#### Assembleias de Freguesia
| Data | Cl.  | Votos   | %              | +/-  | Deputados      | +/-   |
| ---- | ---- | ------- | -------------- | ---- | -------------- | ----- |
| 1976 | 4.º  | 617 690 | 15,07 / 100,00 |      | 5 077 / 26 135 |       |
| 1979 | 5.º  | 306 332 | 7,18 / 100,00  | 7,89 | 4 661 / 40 110 | 416   |
| 1982 | 5.º  | 381 150 | 7,74 / 100,00  | 0,56 | 4 837 / 41 636 | 176   |
| 1985 | 4.º  | 507 499 | 10,52 / 100,00 | 2,78 | 4 531 / 31 941 | 306   |
| 1989 | 4.º  | 397 164 | 8,39 / 100,00  | 2,13 | 3 444 / 33 000 | 1 087 |
| 1993 | 4.º  | 418 998 | 7,78 / 100,00  | 0,61 | 2 719 / 33 458 | 725   |
| 1997 | 4.º  | 287 724 | 5,39 / 100,00  | 2,39 | 1 840 / 33 953 | 339   |
| 2001 | 6.º  | 189 838 | 3,62 / 100,00  | 1,77 | 970 / 34 569   | 870   |
| 2005 | 7.º  | 144 328 | 2,68 / 100,00  | 0,94 | 822 / 34 498   | 148   |
| 2009 | 7.º  | 128 947 | 2,33 / 100,00  | 0,35 | 693 / 34 672   | 129   |
| 2013 | 6.º  | 139 304 | 2,79 / 100,00  | 0,46 | 725 / 27 167   | 32    |
| 2017 | 7.º  | 122 679 | 2,37 / 100,00  | 0,42 | 628 / 27 019   | 97    |
| 2021 | 11.º | 68 133  | 1,36 / 100,00  | 1,01 | 416 / 26 790   | 212   |

### Eleições regionais

#### Região Autónoma dos Açores
| Data | Cl.              | Votos            | %                | +/-              | Deputados | +/-     | Status            | Notas           |
| ---- | ---------------- | ---------------- | ---------------- | ---------------- | --------- | ------- | ----------------- | --------------- |
| 1976 | 3.º              | 8 291            | 7,6 / 100,0      |                  | 2 / 43    |         | Oposição          |                 |
| 1980 | 3.º              | 5 379            | 4,5 / 100,0      | 3,1              | 1 / 43    | 1       | Oposição          |                 |
| 1984 | 3.º              | 8 442            | 7,9 / 100,0      | 3,4              | 2 / 44    | 1       | Oposição          |                 |
| 1988 | 3.º              | 7 472            | 7,9 / 100,0      | 0,8              | 2 / 51    | Estável | Oposição          |                 |
| 1992 | 3.º              | 5 217            | 4,6 / 100,0      | 2,5              | 1 / 51    | 1       | Oposição          | Aliança com PPM |
| 1996 | 3.º              | 8 346            | 7,4 / 100,0      | 2,8              | 3 / 52    | 2       | Apoio parlamentar |                 |
| 2000 | 3.º              | 9 605            | 9,6 / 100,0      | 2,2              | 2 / 52    | 1       | Oposição          |                 |
| 2004 | Coligação Açores | Coligação Açores | Coligação Açores | Coligação Açores | 2 / 52    | Estável | Oposição          |                 |
| 2008 | 3.º              | 7 857            | 8,7 / 100,0      |                  | 5 / 57    | 3       | Oposição          |                 |
| 2012 | 3.º              | 6 110            | 5,7 / 100,0      | 3,0              | 3 / 57    | 2       | Oposição          |                 |
| 2016 | 3.º              | 6 674            | 7,2 / 100,0      | 1,5              | 4 / 57    | 1       | Oposição          |                 |
| 2020 | 3.º              | 5 734            | 5,5 / 100,0      | 1,7              | 3 / 57    | 1       | Governo           |                 |
| 2024 | PSD/CDS/PPM      | PSD/CDS/PPM      | PSD/CDS/PPM      | PSD/CDS/PPM      | 2 / 57    | 1       | Governo           |                 |

#### Região Autónoma da Madeira
| Data | Cl.           | Votos         | %             | +/-           | Deputados | +/-     | Status            |
| ---- | ------------- | ------------- | ------------- | ------------- | --------- | ------- | ----------------- |
| 1976 | 3.º           | 10 185        | 9,5 / 100,0   |               | 2 / 41    |         | Oposição          |
| 1980 | 3.º           | 8 016         | 6,5 / 100,0   | 3,0           | 1 / 44    | 1       | Oposição          |
| 1984 | 3.º           | 7 420         | 6,1 / 100,0   | 0,4           | 1 / 50    | Estável | Oposição          |
| 1988 | 3.º           | 10 263        | 8,2 / 100,0   | 2,1           | 2 / 53    | 1       | Oposição          |
| 1992 | 3.º           | 10 582        | 8,1 / 100,0   | 0,1           | 2 / 57    | Estável | Oposição          |
| 1996 | 3.º           | 9 950         | 7,3 / 100,0   | 0,8           | 2 / 59    | Estável | Oposição          |
| 2000 | 3.º           | 12 612        | 9,7 / 100,0   | 2,4           | 3 / 59    | 1       | Oposição          |
| 2004 | 3.º           | 9 691         | 7,0 / 100,0   | 2,7           | 2 / 68    | 1       | Oposição          |
| 2007 | 4.º           | 7 519         | 5,3 / 100,0   | 1,7           | 2 / 47    | Estável | Oposição          |
| 2011 | 2.º           | 25 974        | 17,6 / 100,0  | 12,3          | 9 / 47    | 7       | Oposição          |
| 2015 | 2.º           | 17 514        | 13,7 / 100,0  | 3,9           | 7 / 47    | 2       | Oposição          |
| 2019 | 3.º           | 8 246         | 5,8 / 100,0   | 7,9           | 3 / 47    | 4       | Governo           |
| 2023 | Somos Madeira | Somos Madeira | Somos Madeira | Somos Madeira | 3 / 47    | Estável | Governo           |
| 2024 | 5.º           | 5 384         | 4,0 / 100,0   |               | 2 / 47    | 1       | Apoio parlamentar |
| 2025 | 5.º           | 4 288         | 3,0 / 100,0   | 1,0           | 1 / 47    | 1       | Governo           |

## Presidentes

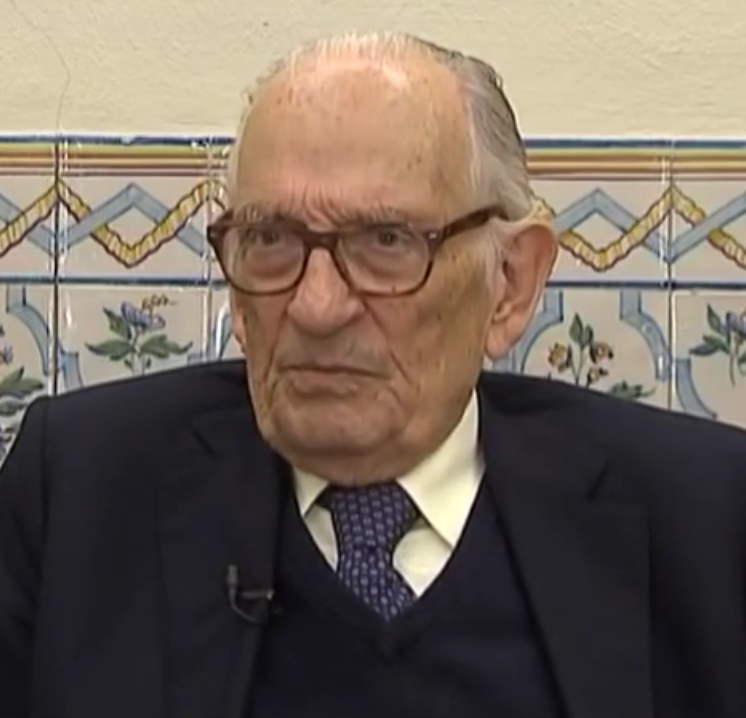
Adriano Moreira liderou o CDS entre 1986 e 1988

- Diogo Freitas do Amaral (1974–1983)
- Francisco Lucas Pires (1983–1986)
- Adriano Moreira (1986–1988)
- Diogo Freitas do Amaral (1988–1992)
- Manuel Monteiro (1992–1998)
- Paulo Portas (1998–2005)
- José Ribeiro e Castro (2005–2007)
- Paulo Portas (2007–2016)[62]
- Assunção Cristas (2016–2020)
- Francisco Rodrigues dos Santos (2020–2022)
- Nuno Melo (2022–presente)

## Presidentes do Grupo Parlamentar
| Legislatura             | Data da eleição         | Grupo Parlamentar | Líder                       | Período                     |
| ----------------------- | ----------------------- | ----------------- | --------------------------- | --------------------------- |
| Assembleia Constituinte | 25 de abril de 1975     | 16 / 250          | Victor Sá Machado           | 1975–1976                   |
| I Legislatura           | 25 de abril de 1976     | 42 / 263          | Adelino Amaro da Costa      | 1976–1978                   |
| I Legislatura           | 25 de abril de 1976     | 42 / 263          | Narana Coissoró             | 1978–1979                   |
| I Legislatura           | 2 de dezembro de 1979   | 43 / 250          | Narana Coissoró             | 1979–1980                   |
| II Legislatura          | 5 de outubro de 1980    | 46 / 250          | Narana Coissoró             | 1980–1983                   |
| III Legislatura         | 25 de abril de 1983     | 30 / 250          | Narana Coissoró             | 1983–1985                   |
| IV Legislatura          | 6 de outubro de 1985    | 22 / 250          | Narana Coissoró             | 1985–1987                   |
| V Legislatura           | 19 de julho de 1987     | 4 / 250           | Narana Coissoró             | 1987–1991                   |
| VI Legislatura          | 6 de outubro de 1991    | 5 / 230           | António Lobo Xavier         | 1991–1995                   |
| VII Legislatura         | 1 de outubro de 1995    | 15 / 230          | Maria José Nogueira Pinto   | 1995–1996                   |
| VII Legislatura         | 1 de outubro de 1995    | 15 / 230          | Jorge Ferreira              | 1996–1998                   |
| VII Legislatura         | 1 de outubro de 1995    | 15 / 230          | Luís Queiró                 | 1998–1999                   |
| VIII Legislatura        | 10 de outubro de 1999   | 15 / 230          | Paulo Portas                | 1999–2001                   |
| VIII Legislatura        | 10 de outubro de 1999   | 15 / 230          | Basílio Horta               | 2001–2002                   |
| IX Legislatura          | 17 de março de 2002     | 15 / 230          | Telmo Correia               | 2002–2004                   |
| IX Legislatura          | 17 de março de 2002     | 15 / 230          | Nuno Melo                   | 2004–2005                   |
| X Legislatura           | 20 de fevereiro de 2005 | 12 / 230          | Nuno Melo                   | 2005–2007                   |
| X Legislatura           | 20 de fevereiro de 2005 | 12 / 230          | Diogo Feio                  | 2007–2009                   |
| XI Legislatura          | 27 de setembro de 2009  | 21 / 230          | Pedro Mota Soares           | 2009–2011                   |
| XII Legislatura         | 5 de junho de 2011      | 24 / 230          | Nuno Magalhães              | 2011–2015                   |
| XIII Legislatura        | 4 de outubro de 2015    | 18 / 230          | Nuno Magalhães              | 2015–2019                   |
| XIV Legislatura         | 6 de outubro de 2019    | 5 / 230           | Cecília Meireles            | 2019–2020                   |
| XIV Legislatura         | 6 de outubro de 2019    | 5 / 230           | Telmo Correia               | 2020–2022                   |
| XV Legislatura          | 30 de janeiro de 2022   | 0 / 230           | Não houve grupo parlamentar | Não houve grupo parlamentar |
| XVI Legislatura         | 10 de março de 2024     | 2 / 230           | Paulo Núncio                | 2024–2025                   |
| XVII Legislatura        | 18 de maio de 2025      | 2 / 230           | Paulo Núncio                | 2025–presente               |

## Militantes eleitos para altos cargos do Estado

### Presidentes da Assembleia da República
- Francisco Manuel Lopes Vieira de Oliveira Dias (1981-1982)

### Primeiros-Ministros
- Diogo Pinto de Freitas do Amaral (vice-primeiro-ministro com a chefia do governo; 1980-1981)

## Denominações
Desde a sua constituição em 1974 o partido alterou a sua denominação, conforme o quadro a seguir:
| Congresso                                  | Acordão                                                 | Diário da República                       | Denominação                                            | Sígla  | Símbolo                             | Obs. |
| ------------------------------------------ | ------------------------------------------------------- | ----------------------------------------- | ------------------------------------------------------ | ------ | ----------------------------------- | ---- |
| Constituição 19 de julho de 1974           | Supremo Tribunal de Justiça 13 de janeiro de 1975       |                                           | Partido do Centro Democrático Social                   | CDS    | preto                               | a)   |
| XI Congresso Extra.º 23 de janeiro de 1993 | N.º 282/93, Tribunal Constitucional 30 de março de 1993 | N.º 100/93, II Série 9 de abril de 1993   | Partido do Centro Democrático Social – Partido Popular | CDS-PP | preto c/ "CDS" e "Partido Popular"  | b)   |
| XIII Congresso 11 de fevereiro de 1995     | N.º 131/95, Tribunal Constitucional 15 de março de 1995 | N.º 83/95, II Série 7 de abril de 1995    | Partido Popular                                        | CDS–PP | azul e amarelo c/ "Partido Popular" | c)   |
| Conselho Nacional 17 de junho de 2009      | N.º 343/09, Tribunal Constitucional 8 de julho de 2009  | N.º 159/09, II Série 18 de agosto de 2009 | CDS – Partido Popular                                  | CDS–PP | azul e branco                       | d)   |

Notas:
- a) Dados dos Estatutos[63] e da História do Partido[64] na página oficial do CDS–PP, e Diário da República da posterior alteração de 1993.[65]
- b) O pedido de registo da denominação "Centro Democrático Social – Partido Popular" e sigla "CDS – Partido Popular" foi inicialmente indeferido,[66] sendo posteriormente aprovada a denominação "Partido do Centro Democrático Social – Partido Popular" e a sigla "CDS–PP".[65]
- c) Mudança de denominação para apenas "Partido Popular", mas mantendo a mesma sigla.[67][68]
- d) Alteração da designação e do símbolo do Partido, para efeitos de boletim de voto nas Eleições Nacionais.[69][70]

## Símbolos do partido

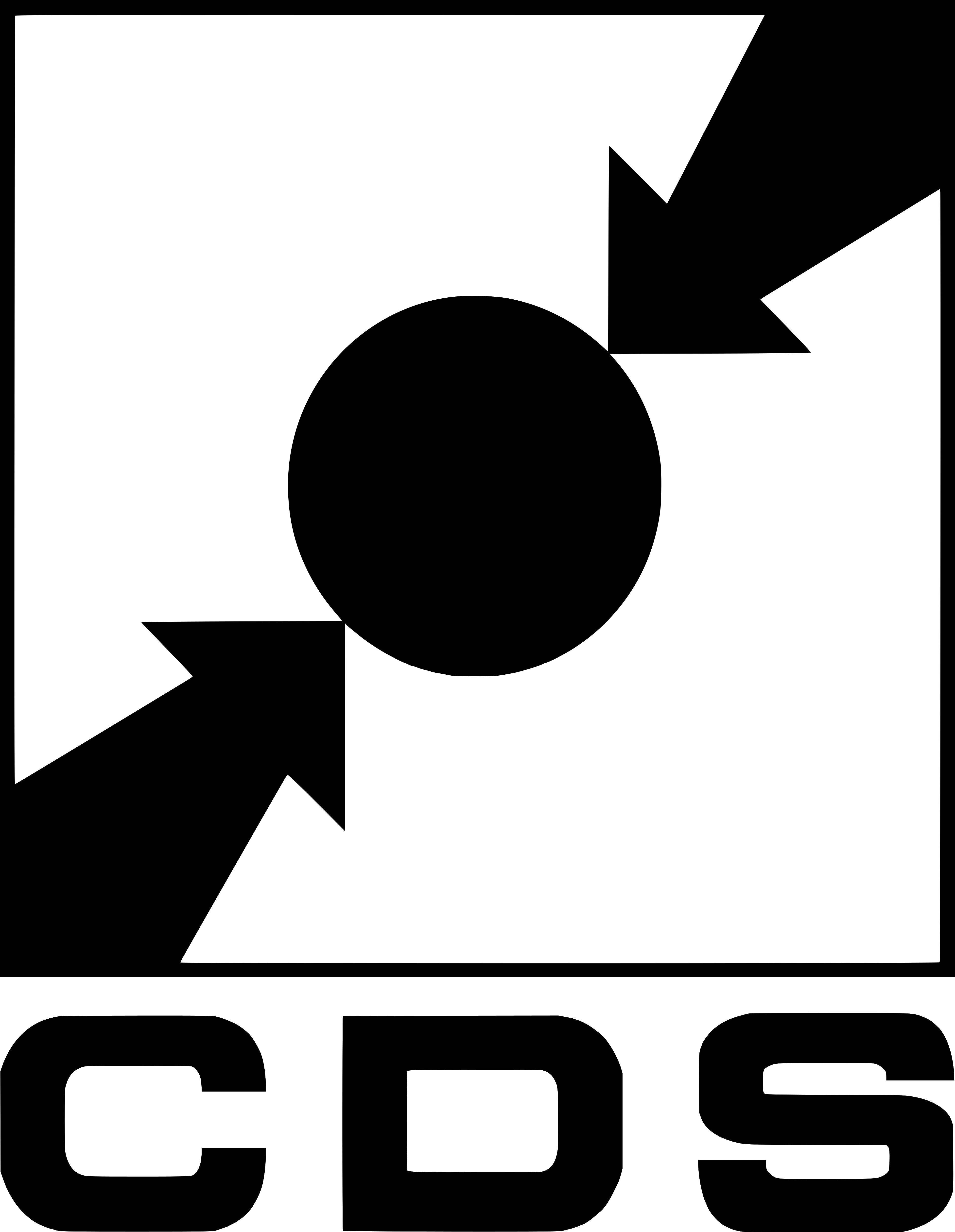
Símbolo entre 1975 e 1990s
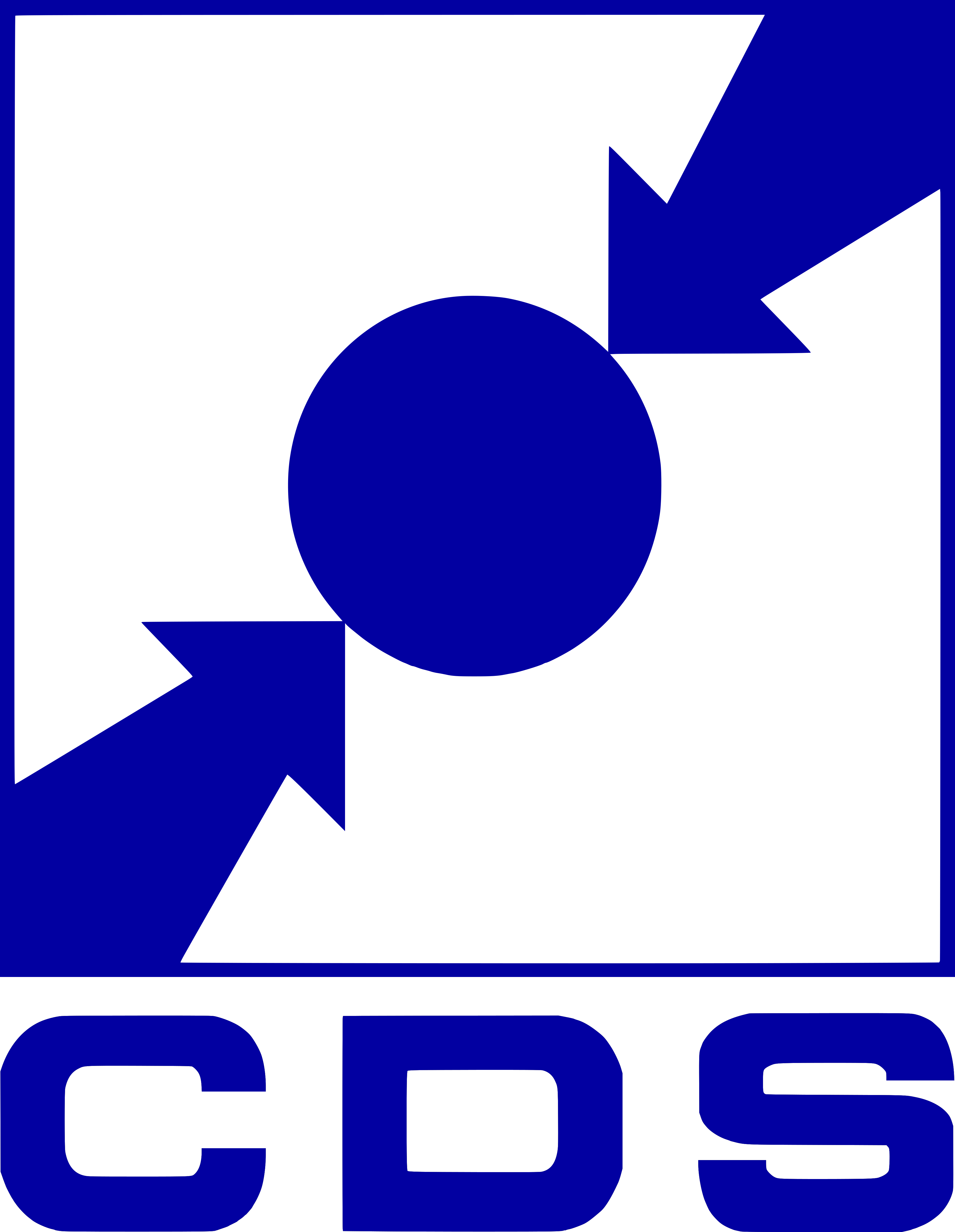
Símbolo entre 1980s e 1990s
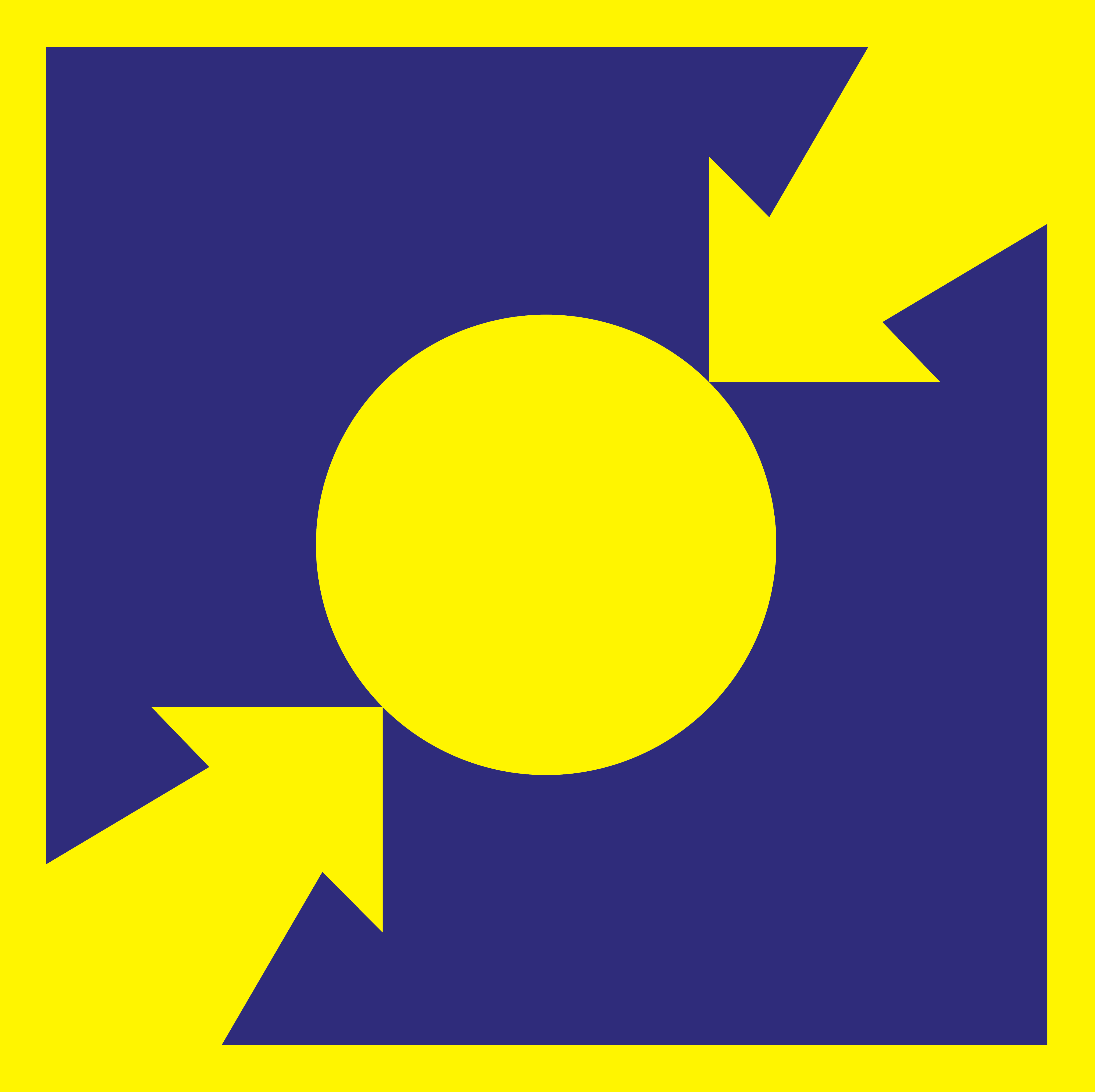
Símbolo entre 1990s e 2009
Símbolo atual desde 2009
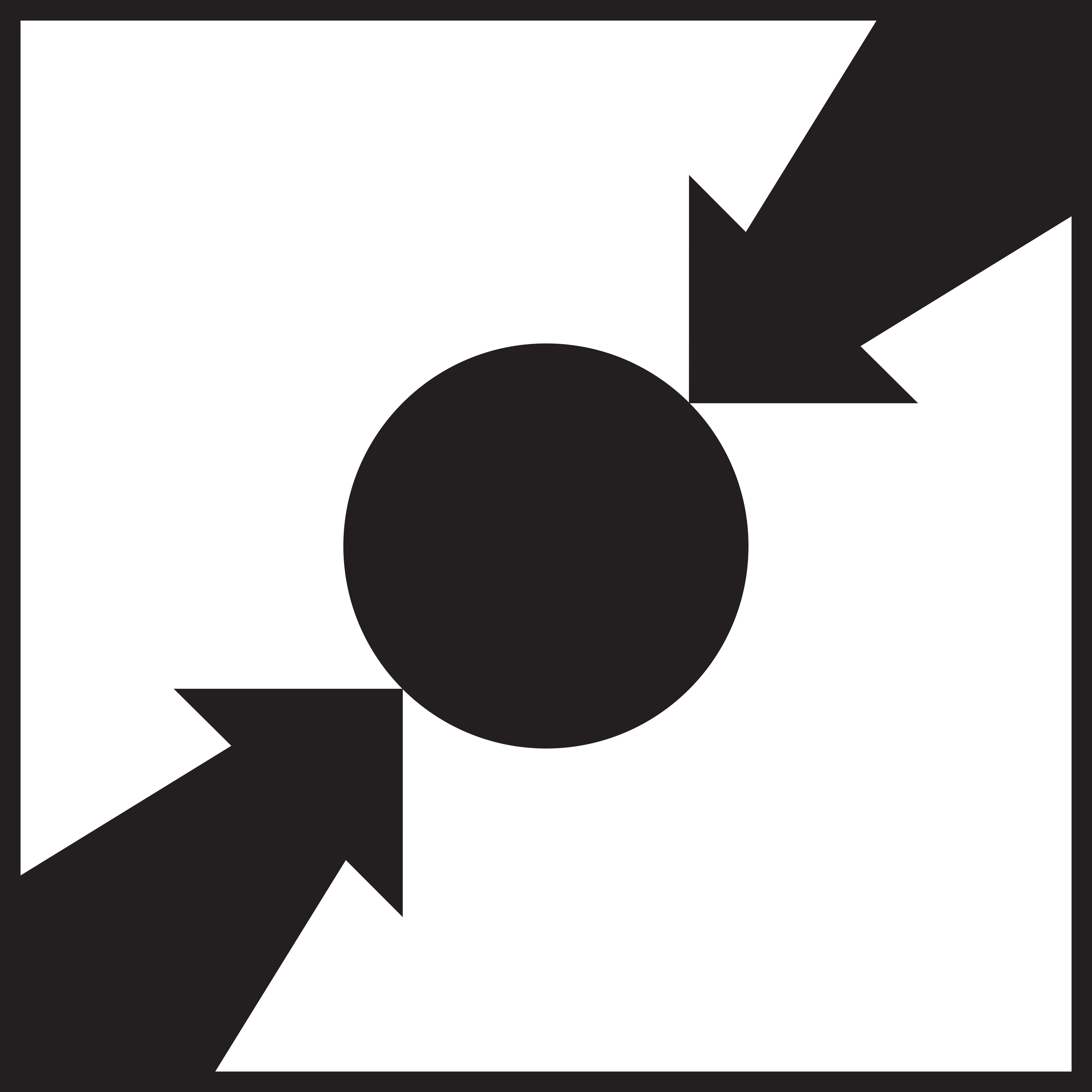
Símbolo nos boletins de voto